# 大阪市高速電気軌道
大阪市高速電気軌道株式会社（おおさかしこうそくでんききどう、英: Osaka Metro Co., Ltd.）は、大阪府大阪市内およびその周辺地域で地下鉄および中量軌道（AGT）並びにBRTを運営する軌道・鉄道事業者・バス事業者である。大阪市の全額出資で2017年に設立され、大阪市交通局の民営化により2018年に同局の鉄軌道事業を継承して営業を開始した。事業規模は大手私鉄に匹敵するが中小私鉄に分類されている（詳細後述）。本社を大阪府大阪市西区九条南に置く。愛称はOsaka Metro（オオサカ メトロ）。

## 概要
地方公営企業である大阪市交通局を、大阪市の行政改革の一環として民営化するにあたり、同局が運営する地下鉄事業（大阪市営地下鉄）を承継する法人として、2017年（平成29年）6月1日に設立された株式会社である。2018年（平成30年）4月1日より同局から継承した高速軌道（地下鉄）8路線 129.9kmと中量軌道（AGT）1路線 7.9kmを運営している。大阪市営地下鉄事業の例規（大阪市交通事業の設置等に関する条例、昭和41年大阪市条例第60号）上の正式名称が「大阪市高速鉄道」であり、例規上の地下鉄路線名が「高速電気軌道第○号線」の呼称を用いていたことを踏まえ、社名を「大阪市高速電気軌道」とした。
日本国内の地下鉄事業者の民営化は、2004年（平成16年）に帝都高速度交通営団（営団地下鉄）を民営化した東京地下鉄（東京メトロ）に次いで2例目となる。地下鉄は交通局時代に大阪港トランスポートシステム（OTS）から運営を継承した区間を除く全線が軌道法に基づく軌道線、地下鉄のうちOTSから運営を継承した区間とAGT（ニュートラム）の大半の区間は、鉄道事業法に基づく鉄道線として運営されている。
2018年7月9日に発表した『Osaka Metro Group 2018〜2024年度 中期経営計画』では、売上高に占める非鉄道事業の比率を発表時の17%から27%へ引き上げることを目指すとし、夢洲に商業施設を建設するほか、遊休地で賃貸マンションやオフィスビルの建設といった不動産を開発するとしている。
資本金は2,500億円であり、東日本旅客鉄道（JR東日本）の2,000億円を上回り、鉄道会社として日本一である。2019年3月期の連結売上高は1000億円を超え、日本の中小私鉄では遠州鉄道と静岡鉄道に次ぐ3位となり、翌2020年3月期には静岡鉄道を抜いて2位に浮上した。売上高1000億円超えの中小私鉄はこの2社と大阪市高速電気軌道の3社しかない。
大阪市高速電気軌道は、『Osaka Metro Group 2018〜2024年度 中期経営計画』のp.16で、「大手鉄道事業者」との表現を使用しており、事業規模も大手私鉄に匹敵しているものの、大手私鉄および準大手私鉄の認定条件である日本民営鉄道協会に加盟しておらず、また国土交通省では、2018年4月時点において、同社を大手私鉄に含めるかどうかについて、「特に何も決まっていない」としている。なお、2021年4月時点では、国土交通省の「鉄軌道事業者一覧」においては、中小民鉄（中小私鉄）に区分されている。大阪市交通局時代に正会員として加盟していた公営交通事業協会については特別会員として引き続き加盟している。その一方で、2019年6月に大阪商工会議所、翌7月に関西経済連合会にそれぞれ入会し、財界活動を始めている。
2019年4月1日よりBRT「いまざとライナー」の運行を自社が主体となって実施するため、暫定的に乗合バス事業も行っている。2021年よりオンデマンドバスの運行も開始した。これらバス事業は、いまざとライナーでは運行を子会社の大阪シティバスに、オンデマンドバスは大阪シティバスと大阪市内のタクシー事業者の数社にそれぞれ委託している。
2024年7月16日より日本交通グループのナショナルタクシー放出営業所を買収し、新社名をOMタクシーとしてタクシー事業に進出した。

## コーポレートアイデンティティ
コーポレートスローガンは「走り続ける、変わり続ける。」

### 愛称
愛称およびブランド名は、国際化を見据えて英字表記で「Osaka Metro」とした。同社では「大阪市高速電気軌道」「Osaka Metro」のほか「大阪メトロ」「大阪地下鉄」も商標登録しており（前者：第6017272号、後者：第6017271号）、「大阪地下鉄」の表記は乗車券類に記載される鉄道事業者の略称として使用し、「大阪メトロ」の表記は活用法を当初未定としていたが、一部の乗車券や自社広告で使用されるようになっている。また、報道機関等においても、地名を分かりやすく示すため「大阪メトロ」の表記を用いる場合がある。

### 社章・シンボルマーク
ロゴは、立体的な螺旋状で「Metro（メトロ）」の「M」と「Osaka（大阪）」の「O」を形成し、エネルギーや動力・推進力を表している。また、コーポレートカラーは青で、「安全・安心」「エネルギッシュな大阪の街」「走り続ける活力」をイメージしたものとなっている。このロゴは「moving M」と呼ばれる。
このロゴの作成をしたのは色部義昭（日本デザインセンター）で、そのCIデザインは2018年のグッドデザイン賞やJAGDA亀倉雄策賞などを受賞している。
社章は、大阪市の市章「澪標」に「電」の文字を組み合わせたマークで、1908年（明治41年）頃より使われ始め、1923年（大正12年）10月1日（大阪市電気局発足日）に正式に局章として制定されたものを継承しており、職員の着用する制帽の帽章も大阪市交通局時代のものを継続使用している。

ロゴ
moving M
社章

## 歴史
- 2017年（平成29年）
  - 6月1日：市営地下鉄民営化に向けた準備会社として大阪市高速電気軌道株式会社を大阪市の全額出資で設立[5]。
  - 7月1日：市営交通事業の廃止後、交通局がこれまで担ってきた地下鉄・バス等の市内交通に関する交通政策の企画立案・推進、総合調整の業務を主に担当する都市交通局を設置[5]。
- 2018年（平成30年）4月1日：大阪市交通局が廃止され、同局から譲り受けた地下鉄・中量軌道（ニュートラム）事業の運営を開始[22]。これに合わせて私鉄各線とのICOCAによる連絡定期、バスとのIC連絡定期などを発売開始[28][29]。
- 2019年（平成31年 / 令和元年）
  - 3月27日：大阪市高速電気軌道と大阪シティバスの運行情報を閲覧できるアプリ「Osaka Metro Group運行情報アプリ」を配信開始。
  - 4月1日：地下鉄今里 - 長居西二丁目間、地下鉄今里 - あべの橋間でBRT「いまざとライナー」の試験運行開始。大阪市高速電気軌道が運営主体となるため、この日より暫定的にバス事業者としての事業を開始する。運行は関連会社の大阪シティバスに委託。
  - 6月中旬以降：御堂筋線、谷町線、四つ橋線、中央線、堺筋線において、弱冷房車を順次設定[30]（市営地下鉄時代を通して初。ただし堺筋線に乗り入れる阪急車両および中央線に乗り入れる近鉄車両では既に設定あり）。
  - 12月10日：日本の鉄道としては初めてとなる顔認証による改札実験を、2020年9月末まで実施[31]。
- 2022年（令和4年）4月：全133駅中108の地下駅舎を武力攻撃事態等における国民の保護のための措置に関する法律（国民保護法）に基づく避難施設に指定。当年に発生した2022年ロシアのウクライナ侵攻も背景[32]。
- 2024年（令和6年）7月16日：日本交通グループのナショナルタクシー放出営業所（大阪市鶴見区）の新設分割会社を買収[17]し、OMタクシーに社名変更。タクシー事業に進出。

## 路線
2018年4月に大阪市交通局から承継した、以下の地下鉄8路線と、「ニュートラム」と称するAGT1路線を運営しているほか、2019年4月からは「いまざとライナー」と称するBRT路線を2路線運営している。
地下鉄の軌間は全て標準軌であるが、電気・集電方式は路線ごとに「直流750V 第三軌条方式」「直流1500V 架空電車線方式」に分類される。長堀鶴見緑地線・今里筋線は鉄輪式リニアモーター駆動方式である。
地下鉄の一部は大阪市外にも路線を延ばしており、8路線のうち、御堂筋線は吹田市・堺市、谷町線は守口市・八尾市、中央線は東大阪市、長堀鶴見緑地線は門真市にも駅がある。一方、大阪市内でも西淀川区には路線を持たない。また、御堂筋線は江坂駅経由で北大阪急行電鉄南北線、堺筋線は天神橋筋六丁目駅経由で阪急電鉄（阪急）京都本線および千里線、中央線は長田駅経由で近畿日本鉄道（近鉄）けいはんな線と、それぞれ相互直通運転を行っている。
| 色 | 記号 | 路線番号 | 路線名                              | 区間                                        | 備考                    | キロ程  | 駅数 | 方式         |
| -- | ---- | -------- | ----------------------------------- | ------------------------------------------- | ----------------------- | ------- | ---- | ------------ |
|    | M    | 1号線    | 御堂筋線                            | 江坂駅 (M11) - 中百舌鳥駅(M30)              | [ ※ 3 ]                 | 24.5 km | 20   | 第三軌条     |
|    | T    | 2号線    | 谷町線                              | 大日駅 (T11) - 八尾南駅 (T36)               |                         | 28.3 km | 26   | 第三軌条     |
|    | Y    | 3号線    | 四つ橋線                            | 西梅田駅 (Y11) - 住之江公園駅 (Y21)         |                         | 11.8 km | 11   | 第三軌条     |
|    | C    | 4号線    | 中央線                              | 夢洲駅 (C09) - 長田駅 (C23)                 | [ ※ 4 ] [ ※ 5 ] [ ※ 6 ] | 21.1 km | 15   | 第三軌条     |
|    | S    | 5号線    | 千日前線                            | 野田阪神駅 (S11) - 南巽駅 (S24)             |                         | 13.1 km | 14   | 第三軌条     |
|    | K    | 6号線    | 堺筋線                              | 天神橋筋六丁目駅 (K11) - 天下茶屋駅 (K20)   | [ ※ 7 ]                 | 8.1 km  | 10   | 架線         |
|    | N    | 7号線    | 長堀鶴見緑地線                      | 大正駅 (N11) - 門真南駅 (N27)               |                         | 15.0 km | 17   | 鉄輪式リニア |
|    | I    | 8号線    | 今里筋線                            | 井高野駅 (I11) - 今里駅 (I21)               |                         | 11.9 km | 11   | 鉄輪式リニア |
|    | P    |          | 南港ポートタウン線 （ニュートラム） | コスモスクエア駅 (P09) - 住之江公園駅 (P18) | [ ※ 4 ]                 | 7.9 km  | 10   | AGT          |

1. 1 2  「第三軌条」は直流750V 第三軌条方式、「架線」は直流1500V 架空電車線方式、「鉄輪式リニア」は直流 1500V 架空電車線方式（鉄輪式リニアモーターカー）のこと。なお、AGTの南港ポートタウン線は三相交流 600V・側方接触式および三線剛体架線方式。
2. ↑  旅客案内上は「なかもず駅」と平仮名表記。
3. ↑  江坂駅から北大阪急行電鉄南北線に乗り入れ箕面萱野駅まで直通運転。
4. 1 2  中央線夢洲駅 - コスモスクエア駅間は大阪市高速電気軌道が第二種鉄道事業者、大阪港トランスポートシステムが第一種鉄道事業者。中央線コスモスクエア駅 - 大阪港駅間および南港ポートタウン線コスモスクエア駅 - トレードセンター前駅間は大阪市高速電気軌道が第二種鉄道事業者、大阪港トランスポートシステムが第三種鉄道事業者。南港ポートタウン線中ふ頭駅 - フェリーターミナル駅間は大阪市高速電気軌道が第一種鉄道事業者。
5. ↑  長田駅から近鉄けいはんな線の学研奈良登美ヶ丘駅まで直通運転。
6. ↑  2028年春に森ノ宮駅 - 森之宮新駅（仮称）駅間 (1.1km) が開業予定。
7. ↑  天神橋筋六丁目駅から阪急京都本線の京都河原町駅および阪急千里線の北千里駅まで直通運転。

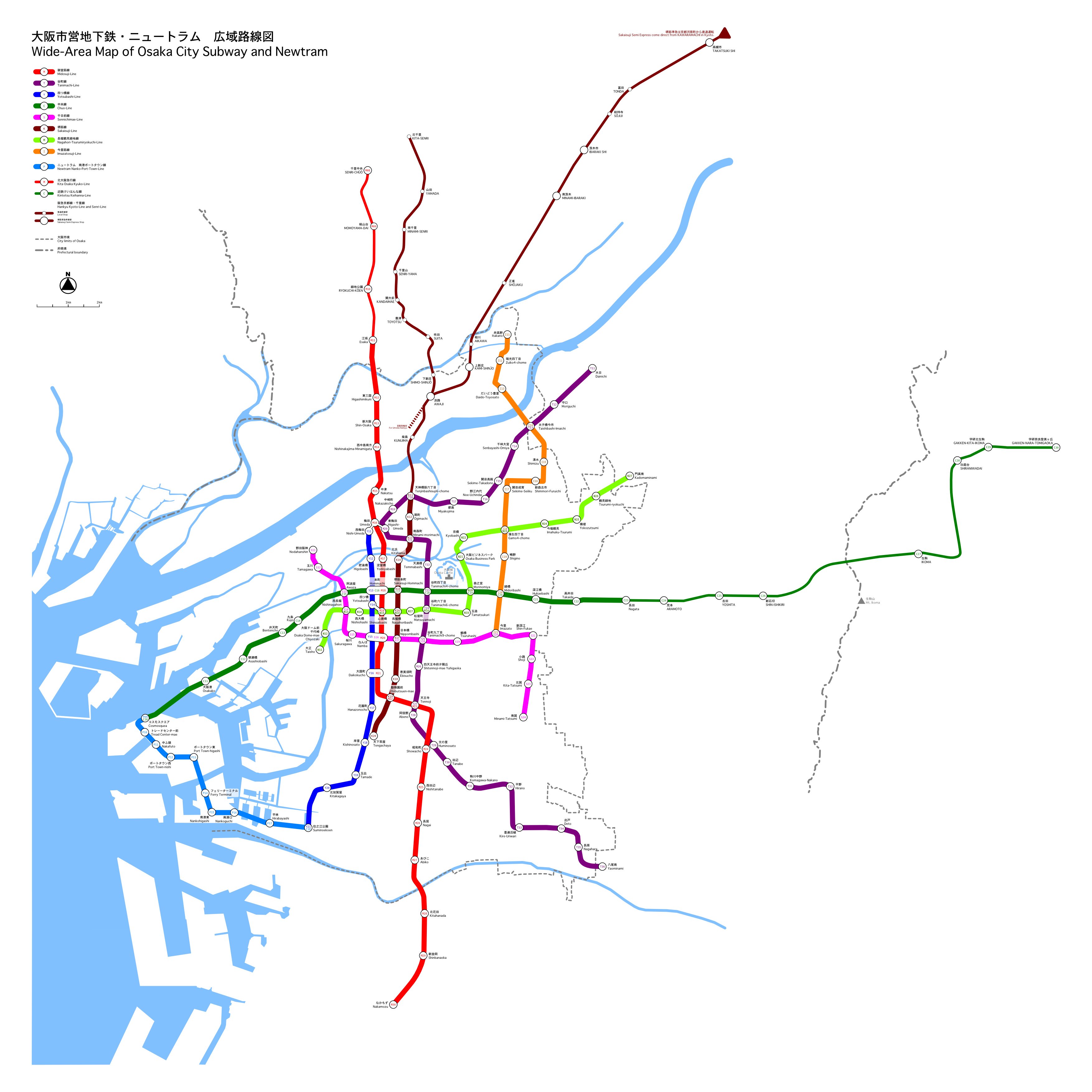
地下鉄・ニュートラム広域路線図（北大阪急行延伸・夢洲駅開業前）

上表の色欄で示したラインカラーは路線図などで使われている。

### ラインカラー
このラインカラーは大阪市営地下鉄時代の1975年（昭和50年）に導入されたが、色分けには以下のようにある程度意味づけされているとされている。ただ、公式に由来が決まっているのは長堀鶴見緑地線と今里筋線の2路線のみで、色分けの根拠についての正式な資料が残っている訳ではなく、あくまでも推測であり、それがいつしか巷間で定着したものである。
- 御堂筋線 - 大阪の「大動脈」ということで赤（えんじ色）。
- 谷町線 - 沿線に四天王寺など寺が多いため高僧の袈裟の色から紫（京紫）。
- 四つ橋線 - 御堂筋線に対し「静脈」であり、また海寄りを走ることから青（縹色）。
- 中央線 - 大阪城公園の側を通ることから同公園の木々をイメージした緑。
- 千日前線 - 夜の繁華街の下を通ることからネオンをイメージした桃色（紅梅色）。
- 堺筋線 - 相互直通運転を行う阪急電鉄に合わせて茶色（ビビッドブラウン）。
- 長堀鶴見緑地線 - 鶴見緑地で開催された国際花と緑の博覧会のテーマカラーである黄緑（萌黄色）。
- 今里筋線 - 朝に東から昇る太陽の様な暖かさをイメージした色ゴールデンオレンジ（柑子色）。
- 南港ポートタウン線 - 海と空を模した水色（セルリアンブルー）。

## 運賃

### 普通運賃
大人普通運賃（小児は半額・端数は10円単位で切り上げ）鉄道駅バリアフリー料金10円を含む。2023年（令和5年）4月1日改定。
| 区数             | 運賃（円） | 加算運賃（円） |
| ---------------- | ---------- | -------------- |
| 1区 ( - 3 km)    | 190        | -              |
| 2区 (3 - 7 km)   | 240        | 330            |
| 3区 (7 - 13 km)  | 290        | 380            |
| 4区 (13 - 19 km) | 340        | 430            |
| 5区 (19 km - )   | 390        | 480            |

- 夢洲駅発着の運賃については、普通運賃の場合90円を加算した加算運賃が適用される[34]（上表の加算運賃の額）。夢洲駅からは隣駅のコスモスクエア駅までは3.2 kmあり2区になるため、夢洲駅 - コスモスクエア駅間も2区の加算運賃を適用する。
- 第1種身体障害者手帳・第1種精神障害者保健福祉手帳または第1種療育手帳、12歳未満の第2種身体障害者手帳・第2種精神障害者保健福祉手帳または第2種療育手帳所持者は、介護人と一緒に乗車する場合に限り、本人・介護人とも5割引。
- 大阪市発行の無料乗車証所持者は無料。

運賃は対距離区間制であり、最短経路のキロ程に属する区数で算出される。梅田3駅（梅田駅・東梅田駅・西梅田駅）と心斎橋駅・四ツ橋駅は運賃計算上、相互に同一駅として取り扱う。
梅田3駅で改札を出て乗り換える場合、ICカードの場合は、ICカードの残額が乗車駅から乗換駅までの運賃に満たなければチャージ（入金）しないと乗り換えることができず、きっぷの場合はその額面が乗車駅から乗換駅までの運賃に満たない場合は、その乗換駅までの運賃と原乗車券の額面との差額を精算しなければ乗り換えることができない。また、ICカード・きっぷともに30分以内に乗り換えなければ運賃が通算されない（30分を超えると運賃計算がそこで打ち切られ、その駅からまた新たに乗車したものとして運賃計算される）。
御堂筋線・中央線・今里筋線・南港ポートタウン線は営業キロがそのままキロ程となるが、その他の路線は御堂筋線または中央線が並行する区間に対して、営業キロに所定の縮減または加算を行った特定キロ程が定められている。特定キロ程が設定されている区間は以下の通り。
| 路線           | 特定キロ程設定区間      |
| -------------- | ----------------------- |
| 谷町線         | 東梅田駅 - 天王寺駅     |
| 四つ橋線       | 西梅田駅 - 大国町駅     |
| 千日前線       | 阿波座駅 - 谷町九丁目駅 |
| 堺筋線         | 南森町駅 - 動物園前駅   |
| 長堀鶴見緑地線 | 西長堀駅 - 森ノ宮駅     |

2025年（令和7年）3月31日までは、ICカード（敬老優待乗車証・特別割引用ICカードを除く）で地下鉄（南港ポートタウン線含む。以下当節において同じ）と大阪シティバスを乗り継いだ場合は100円、地下鉄といまざとライナーを乗り継いだ場合は、160円が割引される乗継割引があった。同年4月1日からPiTaPa・ICOCAを対象に地下鉄と大阪シティバス・いまざとライナーを相互に乗り継ぐとOsaka Pointが付与される「乗継ポイント」に移行した。

### 定期券
定期券は、途中で改札を出ない場合には指定経路外を通り抜けて乗車することができる。
御堂筋線の混雑緩和対策として、御堂筋線梅田駅 - 大国町駅間と四つ橋線西梅田駅 - 大国町駅間を発着または経由する定期券は、券面表示にかかわらず御堂筋線と四つ橋線それぞれの対応駅で乗降が可能である。

### カード乗車券
Osaka Metro・大阪シティバス全線にて利用できる。ただし大阪シティバスは大阪シティバスの規則等で定める路線を除く。
- 1日乗車券「エンジョイエコカード」：大人820円（土日祝620円） - 鉄道駅バリアフリー料金含む。夢洲駅は乗降不可[34]。
  - 「OSAKA 1day pass」・「OSAKA 2day pass」・「OSAKA 海遊きっぷ」： 沿線の公共施設で割引を受けられる[41]。
  - なお、夢洲駅はエクスプレス予約・スマートEX利用者向け等に発売されている「Osaka Metro & Osaka City Bus Pass」[42]や、アプリで期間限定発売となるQRコード乗車券「Osaka Metro 26時間券」・「Osaka Metro 48時間券」で乗降可能となる[43]。

- 共通全線定期券：持参人一名有効（1か月：17,220円、3か月：49,100円、6か月：93,000円） - 鉄道駅バリアフリー料金含む。

### 販売終了
このほか、以下のカード乗車券が発売されていた。
- 回数カード：3,000円（3,300円分利用可能） - 2024年3月22日で発売終了[44]。特別割引回数カードは発売継続。

## 車両
2023年6月に400系が中央線に登場するまで、民営化後の新形式は存在せず、新製車両も交通局時代から増備が継続されている車両のみであった。2020年7月には関西の大手私鉄に先駆け、営業用の保有車両の全車VVVFインバータ制御化を達成した。
2025年7月、すべての車両に防犯カメラを取り付けると発表した。1車両あたり2 - 4台を取り付ける。大阪・関西万博会場の夢洲に乗り入れる中央線は発表時点ですでに設置が完了しており、御堂筋線は2025年度中、他の路線も2027年度末までに完了する予定としている。

### 現有車両
| 系列     | 画像 | 摘要 |
| -------- | ---- | --- |
| 新20系   |      | 21系：御堂筋線用 22系：谷町線用 23系：四つ橋線用 24系：中央線用（現在は谷町線・四つ橋線に転属して22系・23系に変更） 25系：千日前線用 第三軌条方式                              |
| 66系     |      | 堺筋線で使用 架空電車線方式 |
| 70系     |      | 長堀鶴見緑地線で使用 架空電車線・リニアモーター式 |
| 80系     |      | 今里筋線・長堀鶴見緑地線で使用 架空電車線・リニアモーター式 （画像は今里筋線用）                                                                                               |
| 30000系  |      | 31系：御堂筋線用 32系：谷町線用 （画像は御堂筋線用） 第三軌条方式 |
| 30000A系 |      | 中央線で使用 第三軌条方式 2022年7月22日運行開始。2025年の大阪・関西万博の開催期間中に必要な輸送力を確保するため、6両編成10本60両が導入された。万博終了後は谷町線に転用される。 |
| 200系    |      | 南港ポートタウン線用AGT車両 |
| 400系    |      | 中央線で使用 第三軌条方式 2023年6月25日より運行開始。2025年の大阪・関西万博開催に伴う輸送力増強、および老朽化した20系と他線に転用する24系の置換を目的として導入。              |

### 過去の車両
| 系列        | 画像 | 摘要                                                                      | 運用終了日    |
| ----------- | ---- | ------------------------------------------------------------------------- | ------------- |
| 10系・10A系 |      | 御堂筋線で使用 10A系は10系をVVVFインバータ制御へ改造したもの 第三軌条方式 | 2022年7月5日  |
| 100A系      |      | 南港ポートタウン線用AGT車両                                               | 2019年3月22日 |
| 20系        |      | 中央線・谷町線で使用（画像は中央線用） 第三軌条方式                       | 2024年3月20日 |

## 利用状況

### 一日平均輸送人員
近年の路線別一日平均輸送人員は以下のとおりである。
| 年度               | 御堂筋線  | 谷町線  | 四つ橋線 | 中央線  | 千日前線 | 堺筋線  | 長堀鶴見緑地線 | 今里筋線 | 南港ポートタウン線 | 備考                                                                         |
| ------------------ | --------- | ------- | -------- | ------- | -------- | ------- | -------------- | -------- | ------------------ | ---------------------------------------------------------------------------- |
| 2000年（平成12年） | 1,258,000 | 514,000 | 314,000  | 263,000 | 197,000  | 328,000 | 150,000        |          |                    |                                                                              |
| 2002年（平成14年） | 1,206,000 | 495,000 | 300,000  | 254,000 | 191,000  | 315,000 | 147,000        |          | 66,000             |                                                                              |
| 2005年（平成17年） |           |         |          |         |          |         |                |          |                    | 2005年7月1日、大阪港トランスポートシステムの 2路線が大阪市交通局に運営を移管 |
| 2006年（平成18年） |           |         |          |         |          |         |                |          |                    | 2006年12月24日、今里筋線開業                                                 |
| 2007年（平成19年） | 1,192,075 | 476,984 | 260,918  | 294,597 | 173,477  | 311,166 | 140,114        | 44,273   | 76,378             | 2008年3月15日、おおさか東線久宝寺 - 放出間開業                               |
| 2008年（平成20年） | 1,167,917 | 478,154 | 258,990  | 290,789 | 175,831  | 313,121 | 143,672        | 49,437   | 73,204             | 2008年10月19日、京阪中之島線開業 2009年3月20日、阪神なんば線開業             |
| 2009年（平成21年） | 1,122,103 | 482,345 | 255,726  | 289,892 | 174,790  | 314,684 | 143,955        | 54,439   |                    |                                                                              |
| 2010年（平成22年） | 1,104,832 | 479,851 | 248,975  | 288,651 | 175,093  | 310,924 | 144,946        | 56,806   |                    |                                                                              |
| 2011年（平成23年） | 1,094,270 | 478,372 | 247,504  | 288,106 | 174,991  | 304,252 | 147,218        | 58,535   |                    |                                                                              |
| 2012年（平成24年） | 1,108,515 | 483,454 | 248,443  | 293,065 | 178,372  | 305,081 | 150,644        | 60,724   | 72,000             |                                                                              |
| 2013年（平成25年） | 1,129,679 | 494,041 | 253,172  | 297,766 | 181,238  | 308,855 | 155,251        | 62,321   | 74,000             |                                                                              |
| 2014年（平成26年） | 1,135,322 | 501,598 | 254,284  | 299,892 | 185,828  | 313,289 | 161,093        | 64,385   | 75,000             |                                                                              |
| 2015年（平成27年） | 1,157,000 | 508,000 | 257,000  | 308,000 | 187,000  | 323,000 | 166,000        | 65,000   | 78,000             |                                                                              |
| 2016年（平成28年） | 1,157,000 | 517,000 | 259,000  | 313,000 | 194,000  | 331,000 | 168,000        | 66,000   | 79,000             |                                                                              |
| 2017年（平成29年） | 1,178,000 | 527,000 | 267,000  | 320,000 | 199,000  | 342,000 | 174,000        | 68,000   | 81,000             |                                                                              |
| 2018年（平成30年） | 1,205,000 | 528,000 | 271,000  | 327,000 | 197,000  | 352,000 | 176,000        | 68,000   | 77,000             | 2019年3月16日、おおさか東線放出 - 新大阪間開業                               |
| 2019年（令和元年） | 1,185,000 | 510,000 | 272,000  | 329,000 | 195,000  | 348,000 | 173,000        | 67,000   | 74,000             |                                                                              |
| 2020年（令和02年） | 849,000   | 393,000 | 199,000  | 249,000 | 147,000  | 242,000 | 131,000        | 54,000   | 49,000             |                                                                              |
| 2021年（令和03年） | 900,000   | 415,000 | 205,000  | 259,000 | 155,000  | 255,000 | 140,000        | 57,000   | 54,000             |                                                                              |
| 2022年（令和04年） | 1,062,000 | 463,000 | 228,000  | 290,000 | 174,000  | 288,000 | 161,000        | 63,000   | 61,000             |                                                                              |
| 2023年（令和05年） | 1,177,000 | 494,000 | 247,000  | 318,000 | 192,000  | 319,000 | 172,000        | 66,000   | 69,000             |                                                                              |

### 乗降人員上位25駅
特定日における乗降人員。は、右欄の乗降人員と比較して増()、減()を表す。
| 順位                                        | 駅名         | 路線名         | 2024年 11月12日 | 2023年 11月7日 | 2022年 11月15日 | 2021年 11月16日 | 2020年 11月10日 | 2019年 11月12日 | 2018年 11月13日 | 特記事項                             |
| ------------------------------------------- | ------------ | -------------- | --------------- | -------------- | --------------- | --------------- | --------------- | --------------- | --------------- | ------------------------------------ |
| 1                                           | 梅田駅       | 御堂筋線       | 420,718         | 412,340        | 376,997         | 347,504         | 345,789         | 442,297         | 0440,974        | 一路線の地下鉄駅としては日本最多。   |
| 2                                           | 難波駅       | 御堂筋線       | 346,418         | 328,003        | 298,803         | 268,203         | 270,850         | 362,913         | 0358,624        |                                      |
| 2                                           | 難波駅       | 四つ橋線       | 346,418         | 328,003        | 298,803         | 268,203         | 270,850         | 362,913         | 0358,624        |                                      |
| 2                                           | 難波駅       | 千日前線       | 346,418         | 328,003        | 298,803         | 268,203         | 270,850         | 362,913         | 0358,624        |                                      |
| 3                                           | 天王寺駅     | 御堂筋線       | 243,476         | 238,194        | 230,570         | 223,050         | 221,570         | 264,481         | 0265,276        |                                      |
| 3                                           | 天王寺駅     | 谷町線         | 243,476         | 238,194        | 230,570         | 223,050         | 221,570         | 264,481         | 0265,276        |                                      |
| 4                                           | 淀屋橋駅     | 御堂筋線       | 210,180         | 199,417        | 189,507         | 177,241         | 178,769         | 232,731         | 0232,100        |                                      |
| 5                                           | 本町駅       | 御堂筋線       | 206,138         | 200,963        | 187,469         | 179,901         | 181,920         | 219,137         | 0217,457        |                                      |
| 5                                           | 本町駅       | 四つ橋線       | 206,138         | 200,963        | 187,469         | 179,901         | 181,920         | 219,137         | 0217,457        |                                      |
| 5                                           | 本町駅       | 中央線         | 206,138         | 200,963        | 187,469         | 179,901         | 181,920         | 219,137         | 0217,457        |                                      |
| 6                                           | 心斎橋駅     | 御堂筋線       | 180,176         | 169,005        | 156,576         | 142,343         | 138,901         | 187,358         | 0180,531        |                                      |
| 6                                           | 心斎橋駅     | 四つ橋線       | 180,176         | 169,005        | 156,576         | 142,343         | 138,901         | 187,358         | 0180,531        | 四ツ橋駅の乗降人員を含んだ値。       |
| 6                                           | 心斎橋駅     | 長堀鶴見緑地線 | 180,176         | 169,005        | 156,576         | 142,343         | 138,901         | 187,358         | 0180,531        |                                      |
| 7                                           | 東梅田駅     | 谷町線         | 158,403         | 158,392        | 146,623         | 140,272         | 140,902         | 167,712         | 0169,921        |                                      |
| 8                                           | 新大阪駅     | 御堂筋線       | 151,695         | 139,897        | 125,819         | 110,162         | 106,617         | 152,249         | 0151,478        |                                      |
| 9                                           | 西梅田駅     | 四つ橋線       | 108,362         | 105,581        | 096,846         | 093,736         | 095,280         | 118,272         | 0114,413        |                                      |
| 10                                          | 堺筋本町駅   | 中央線         | 106,800         | 102,225        | 099,019         | 094,512         | 094,776         | 112,553         | 0111,573        |                                      |
| 10                                          | 堺筋本町駅   | 堺筋線         | 106,800         | 102,225        | 099,019         | 094,512         | 094,776         | 112,553         | 0111,573        |                                      |
| 11                                          | 谷町四丁目駅 | 谷町線         | 095,147         | 091,038        | 079,391         | 076,878         | 078,357         | 092,434         | 0092,117        |                                      |
| 11                                          | 谷町四丁目駅 | 中央線         | 095,147         | 091,038        | 079,391         | 076,878         | 078,357         | 092,434         | 0092,117        |                                      |
| 12                                          | 江坂駅       | 御堂筋線       | 085,538         | 081,790        | 077,048         | 074,673         | 075,950         | 088,781         | 0087,469        | 北大阪急行線への直通人員を含まない。 |
| 13                                          | 天満橋駅     | 谷町線         | 082,422         | 081,139        | 079,050         | 076,123         | 075,209         | 088,285         | 0090,934        |                                      |
| 14                                          | 南森町駅     | 谷町線         | 081,658         | 078,522        | 074,209         | 071,447         | 072,532         | 082,999         | 0082,357        |                                      |
| 14                                          | 南森町駅     | 堺筋線         | 081,658         | 078,522        | 074,209         | 071,447         | 072,532         | 082,999         | 0082,357        |                                      |
| 15                                          | 日本橋駅     | 千日前線       | 075,137         | 069,828        | 061,347         | 053,285         | 054,085         | 078,371         | 0077,683        |                                      |
| 15                                          | 日本橋駅     | 堺筋線         | 075,137         | 069,828        | 061,347         | 053,285         | 054,085         | 078,371         | 0077,683        |                                      |
| 16                                          | 天下茶屋駅   | 堺筋線         | 071,099         | 068,271        | 065,651         | 063,146         | 062,644         | 074,032         | 0074,974        |                                      |
| 17                                          | 中百舌鳥駅   | 御堂筋線       | 069,075         | 069,029        | 063,852         | 064,416         | 063,110         | 076,151         | 0075,563        |                                      |
| 18                                          | 谷町九丁目駅 | 谷町線         | 068,904         | 067,702        | 064,781         | 061,445         | 061,996         | 073,499         | 0074,296        |                                      |
| 18                                          | 谷町九丁目駅 | 千日前線       | 068,904         | 067,702        | 064,781         | 061,445         | 061,996         | 073,499         | 0074,296        |                                      |
| 19                                          | 北浜駅       | 堺筋線         | 066,683         | 064,875        | 062,161         | 058,794         | 058,755         | 070,905         | 0070,196        |                                      |
| 20                                          | 肥後橋駅     | 四つ橋線       | 065,175         | 062,149        | 056,535         | 055,755         | 058,117         | 075,628         | 0071,887        |                                      |
| 21                                          | 西中島南方駅 | 御堂筋線       | 063,530         | 059,962        | 056,702         | 055,186         | 055,978         | 066,694         | 0065,859        |                                      |
| 22                                          | 長堀橋駅     | 堺筋線         | 054,364         | 050,126        | 045,819         | 042,774         | 042,417         | 052,814         | 0052,189        |                                      |
| 22                                          | 長堀橋駅     | 長堀鶴見緑地線 | 054,364         | 050,126        | 045,819         | 042,774         | 042,417         | 052,814         | 0052,189        |                                      |
| 23                                          | 阿波座駅     | 中央線         | 047,704         | 045,178        | 042,176         | 041,120         | 042,165         | 049,053         | 0046,863        |                                      |
| 23                                          | 阿波座駅     | 千日前線       | 047,704         | 045,178        | 042,176         | 041,120         | 042,165         | 049,053         | 0046,863        |                                      |
| 24                                          | 弁天町駅     | 中央線         | 041,939         | 039,541        | 036,287         | 034,942         | 033,505         | 040,144         | 0038,087        |                                      |
| 25                                          | 中津駅       | 御堂筋線       | 040,118         | 038,397        | 037,190         | 036,480         | 037,235         | 041,688         | 0040,678        |                                      |
| 上位6駅はすべて御堂筋線が経由する駅である。 |              |                |                 |                |                 |                 |                 |                 |                 |                                      |

## 駅のリニューアル

### 御堂筋線・中央線
御堂筋線と中央線では、2018年から、「地下空間の大規模改革」として、老朽化した駅の壁・天井の剥離や落下等の防止対策など、駅の安全性を確保する工事に合わせて、駅自体を楽しめる空間として提供する取り組みを行っている。リニューアルの対象は、御堂筋線の新大阪駅、中津駅 - 心斎橋駅の各駅、大国町駅 - 天王寺駅の各駅、中央線の大阪港駅、弁天町駅、本町駅、堺筋本町駅、谷町四丁目駅、森ノ宮駅の15駅（本町駅は路線毎に数える）で、2025年4月11日時点で、御堂筋線の新大阪駅、中津駅、梅田駅、淀屋橋駅、本町駅、心斎橋駅、大国町駅、動物園前駅、天王寺駅、中央線の大阪港駅、弁天町駅、本町駅、堺筋本町駅、森ノ宮駅の14駅が完了している。2018年12月20日に最初のデザイン案が発表されたが、そのデザインの奇抜さから批判が相次ぎ、2019年8月29日に心斎橋駅、梅田駅など5駅の最終デザイン案を発表した。

### ニュートラム
ニュートラムでは、駅の老朽化や漏水の防止のため、40年ぶりに駅のリニューアル工事が実施される。リニューアル対象駅は住之江公園駅 - 中ふ頭駅の各駅で、2024年10月時点で南港口駅が完了している。

### ギャラリー

リニューアル後
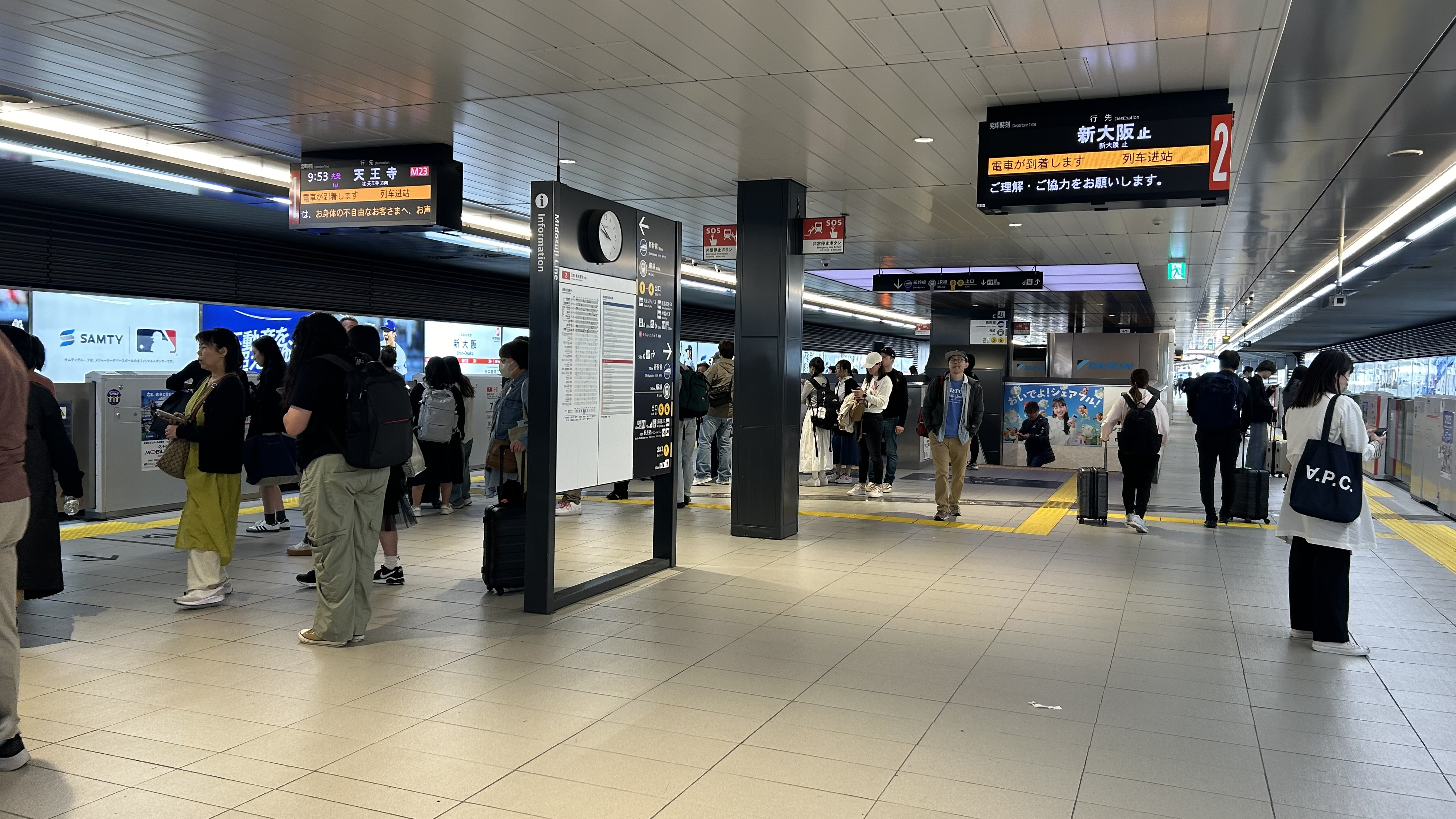
新大阪駅
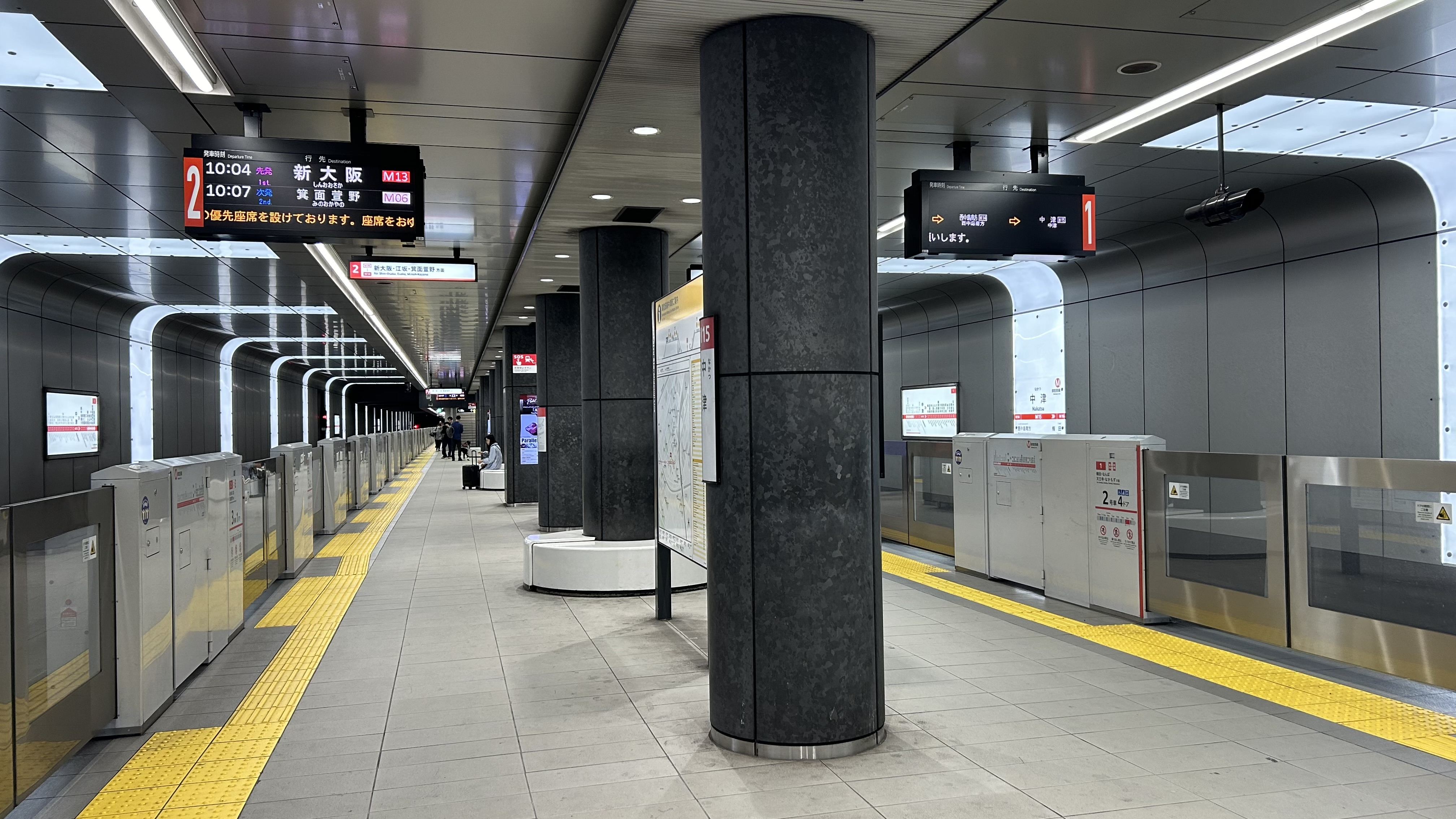
中津駅
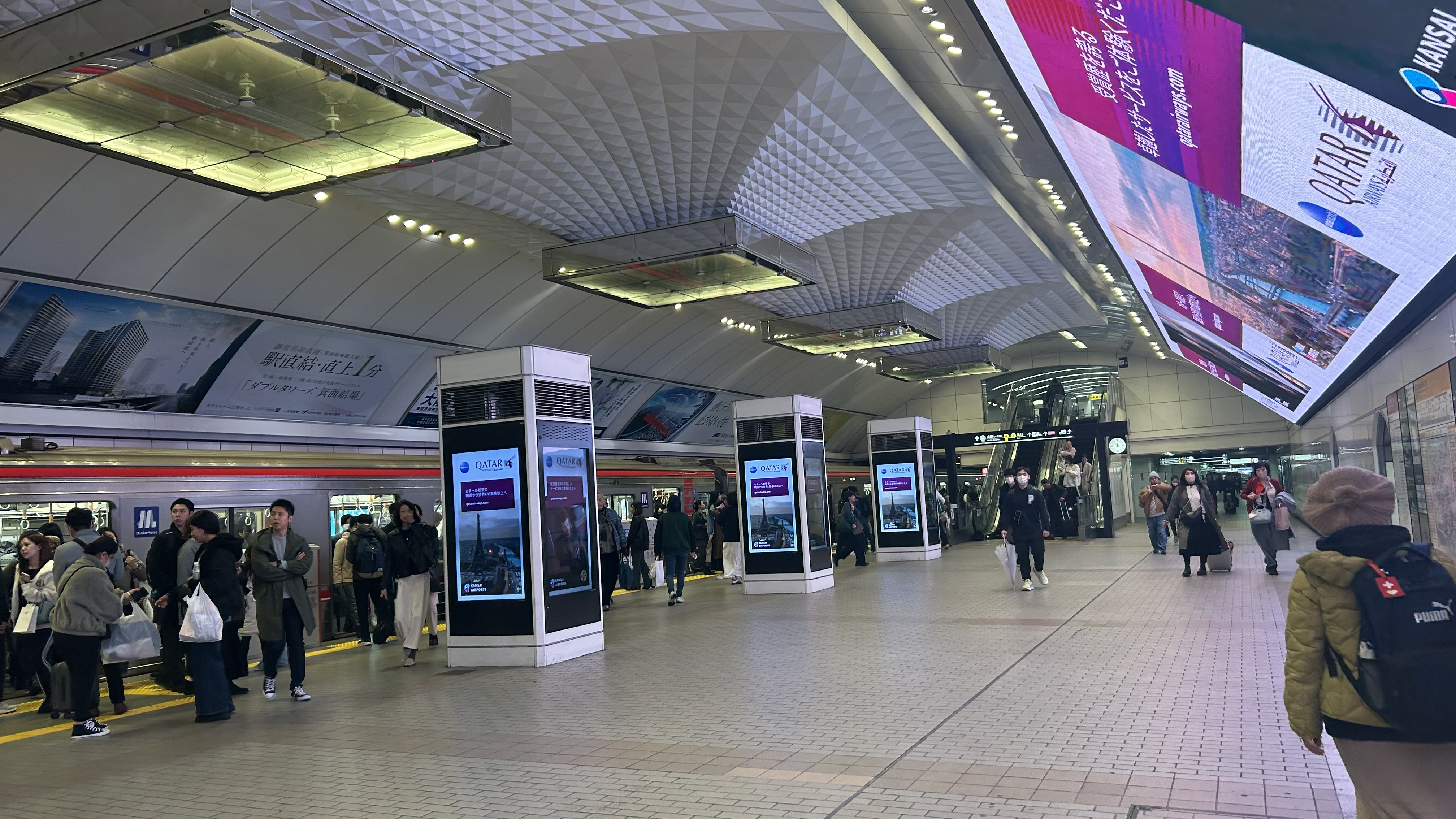
梅田駅
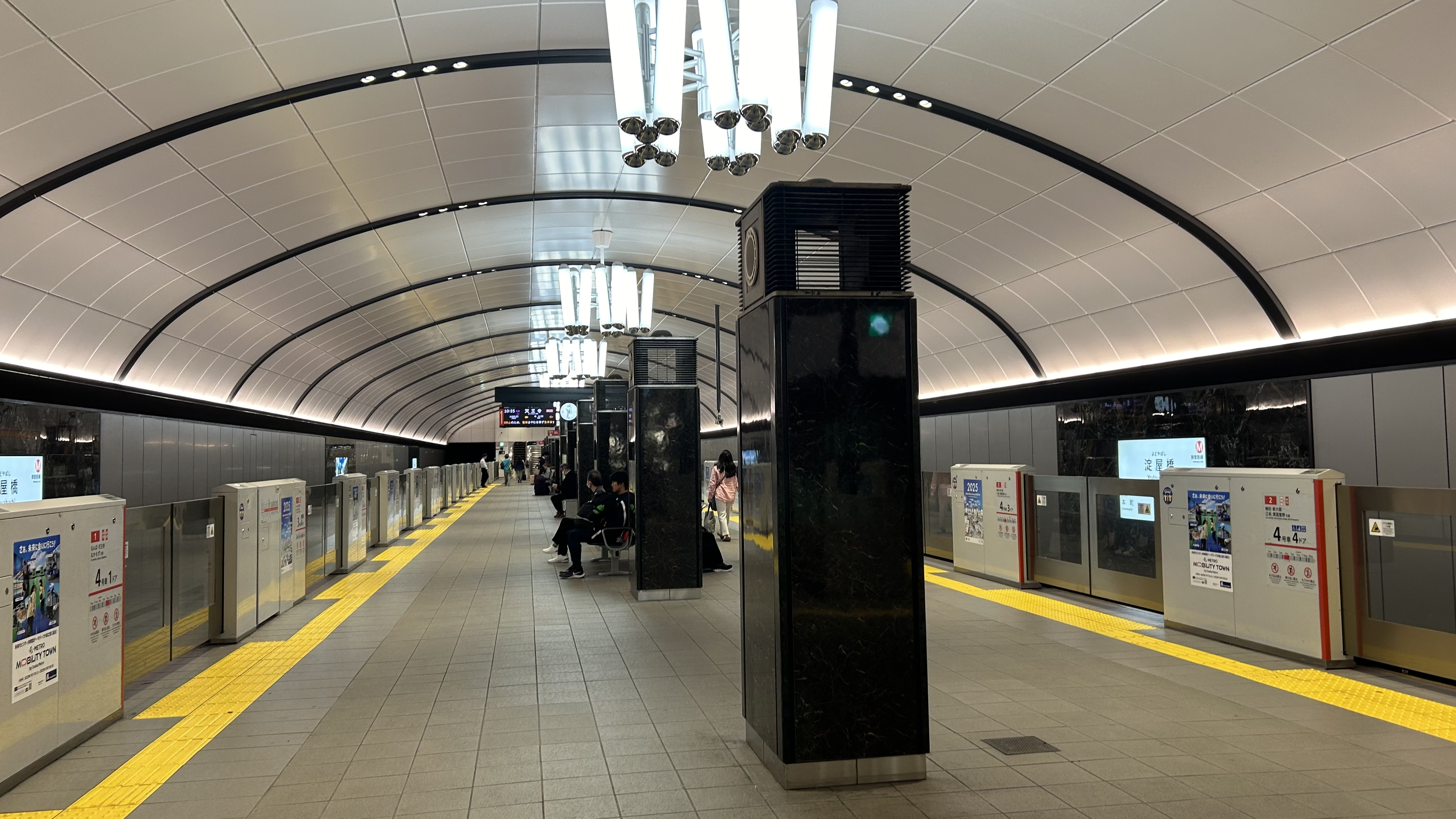
淀屋橋駅
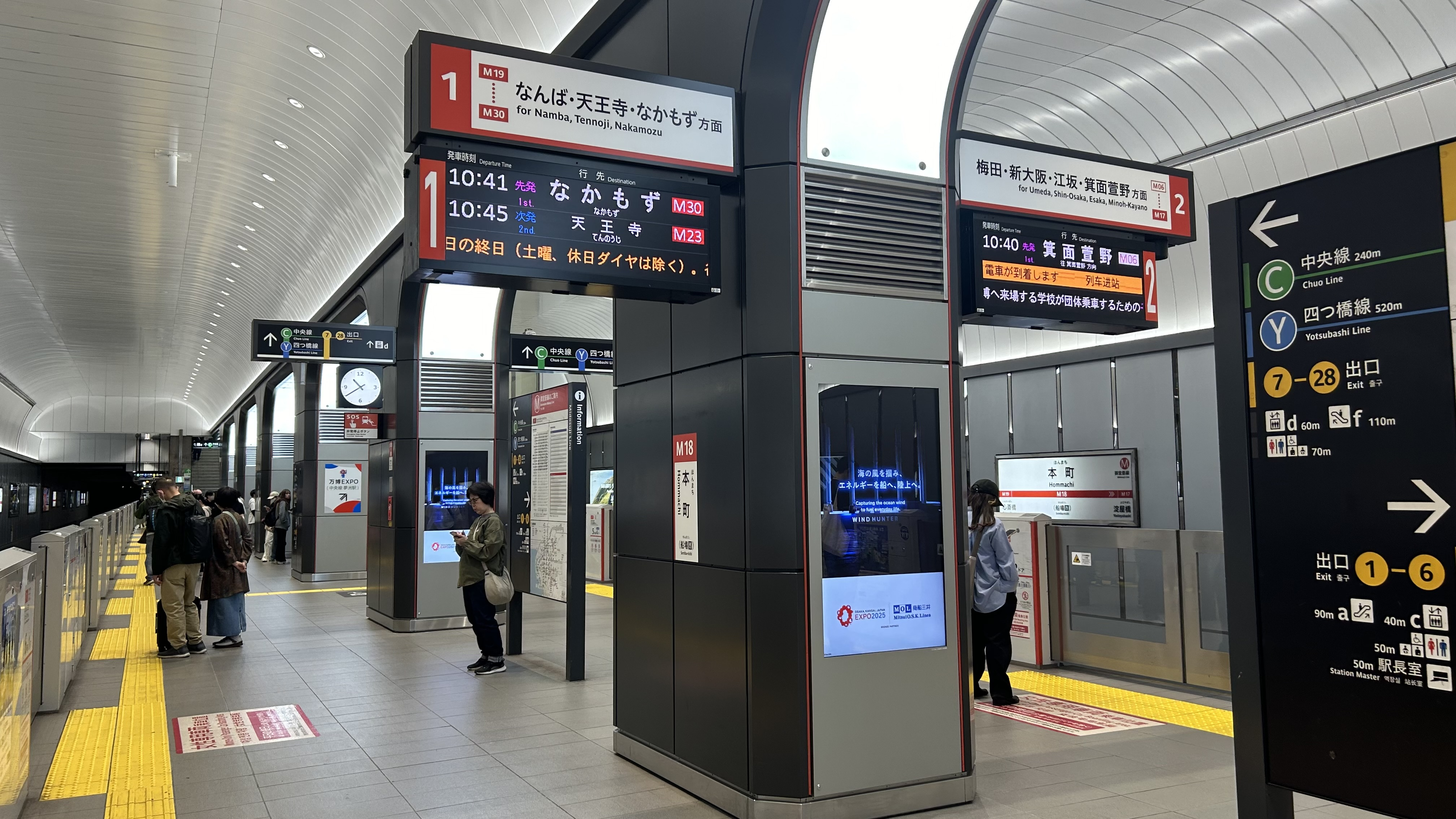
御堂筋線本町駅
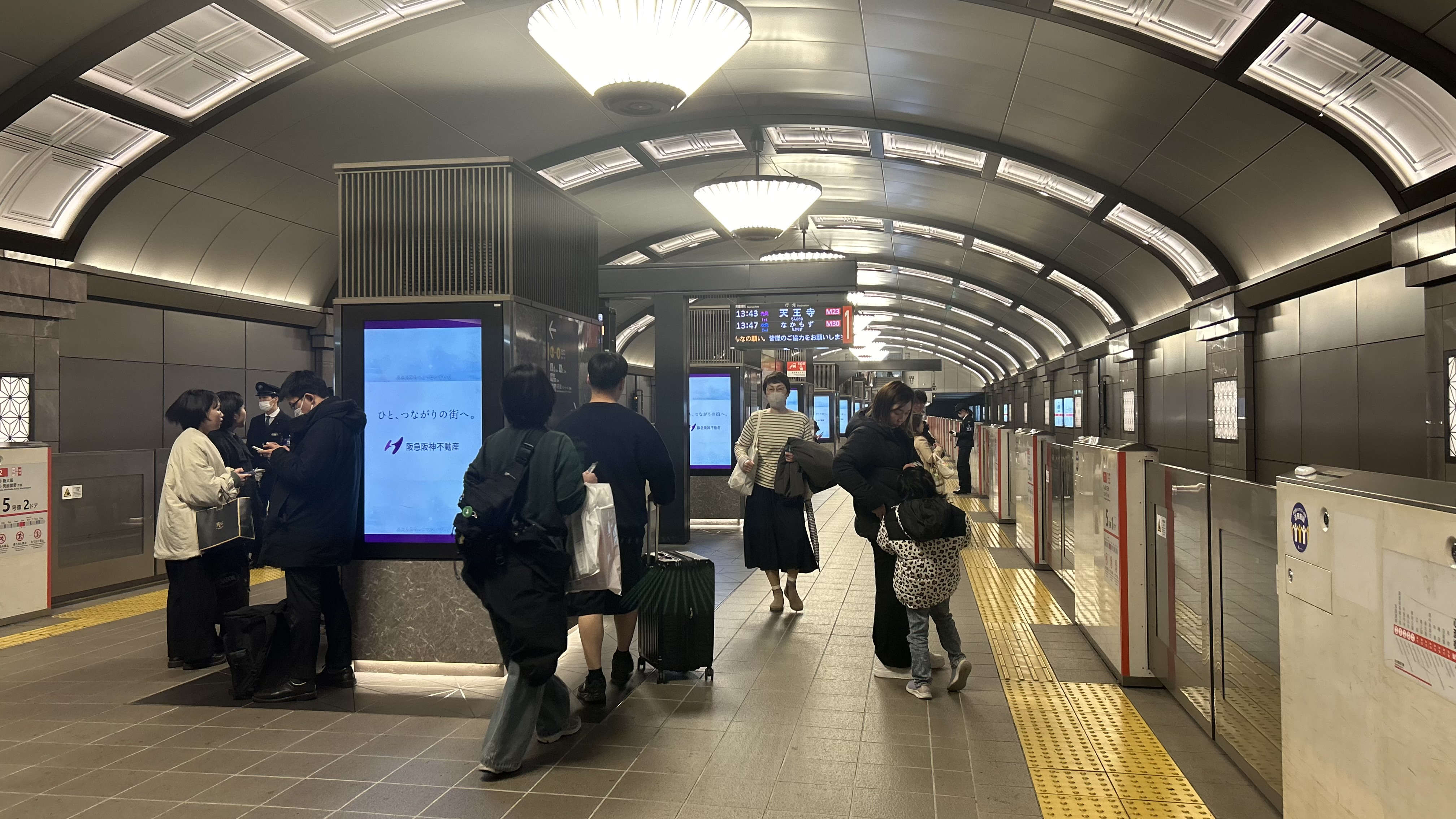
心斎橋駅
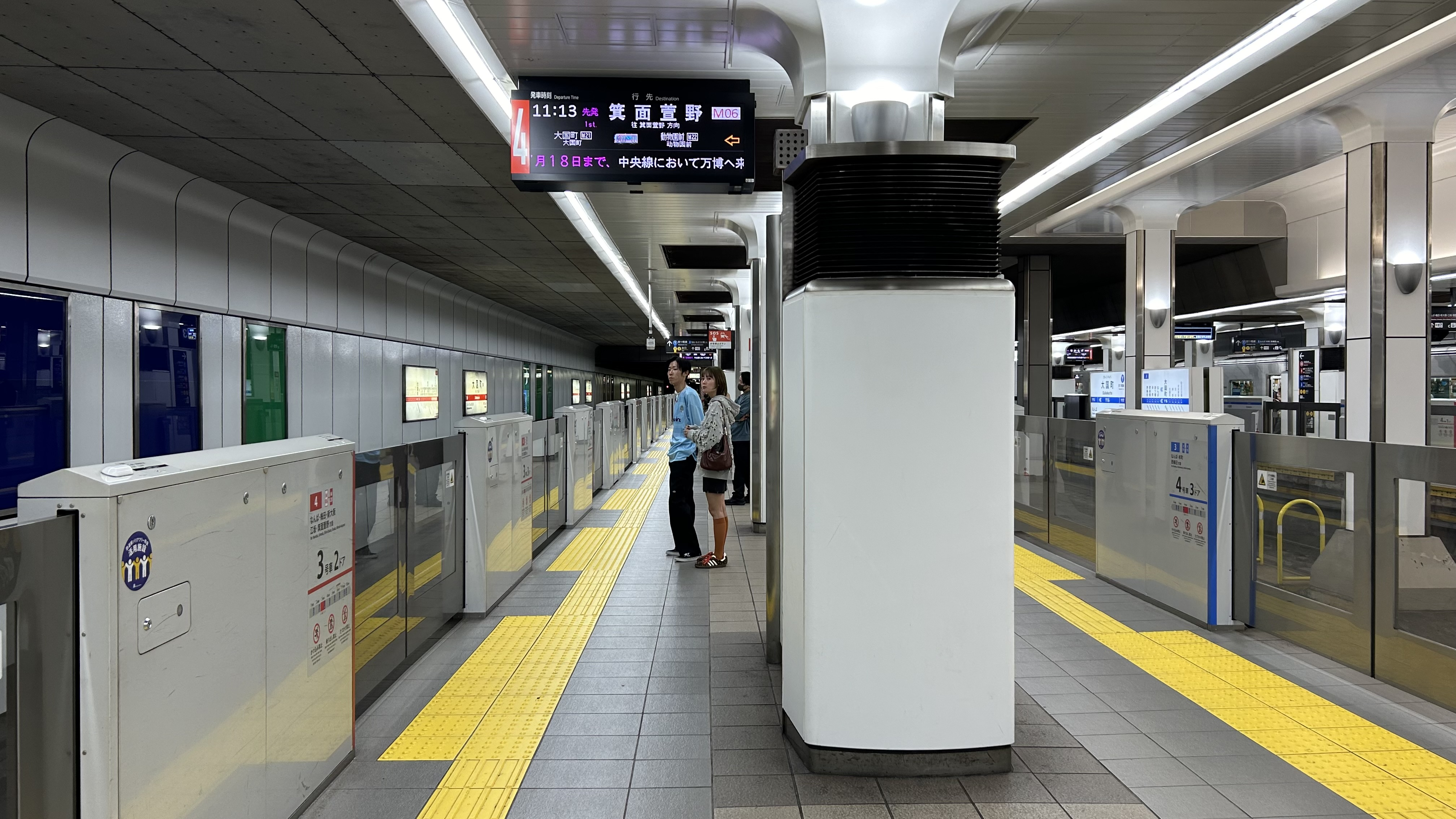
大国町駅
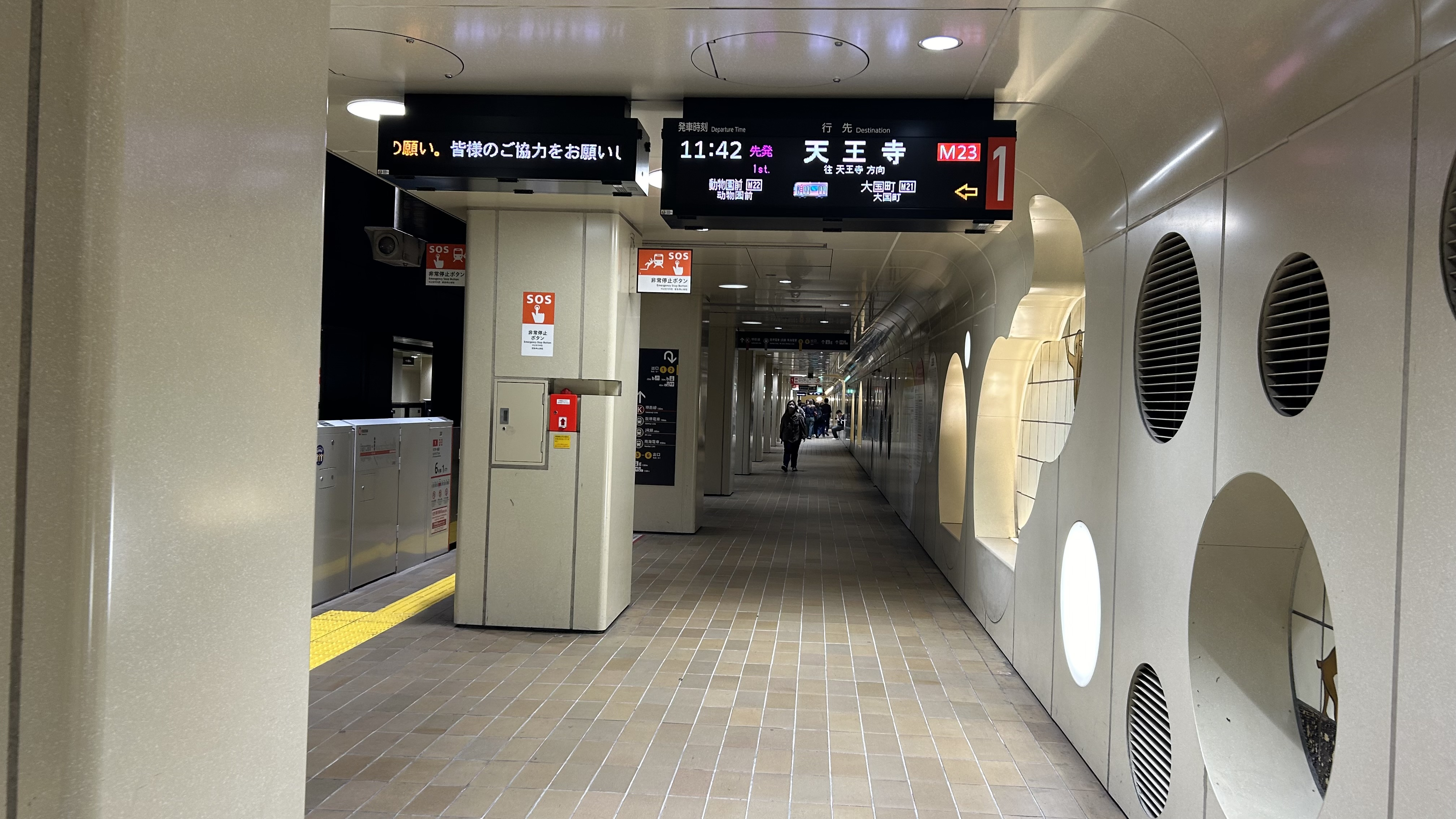
動物園前駅
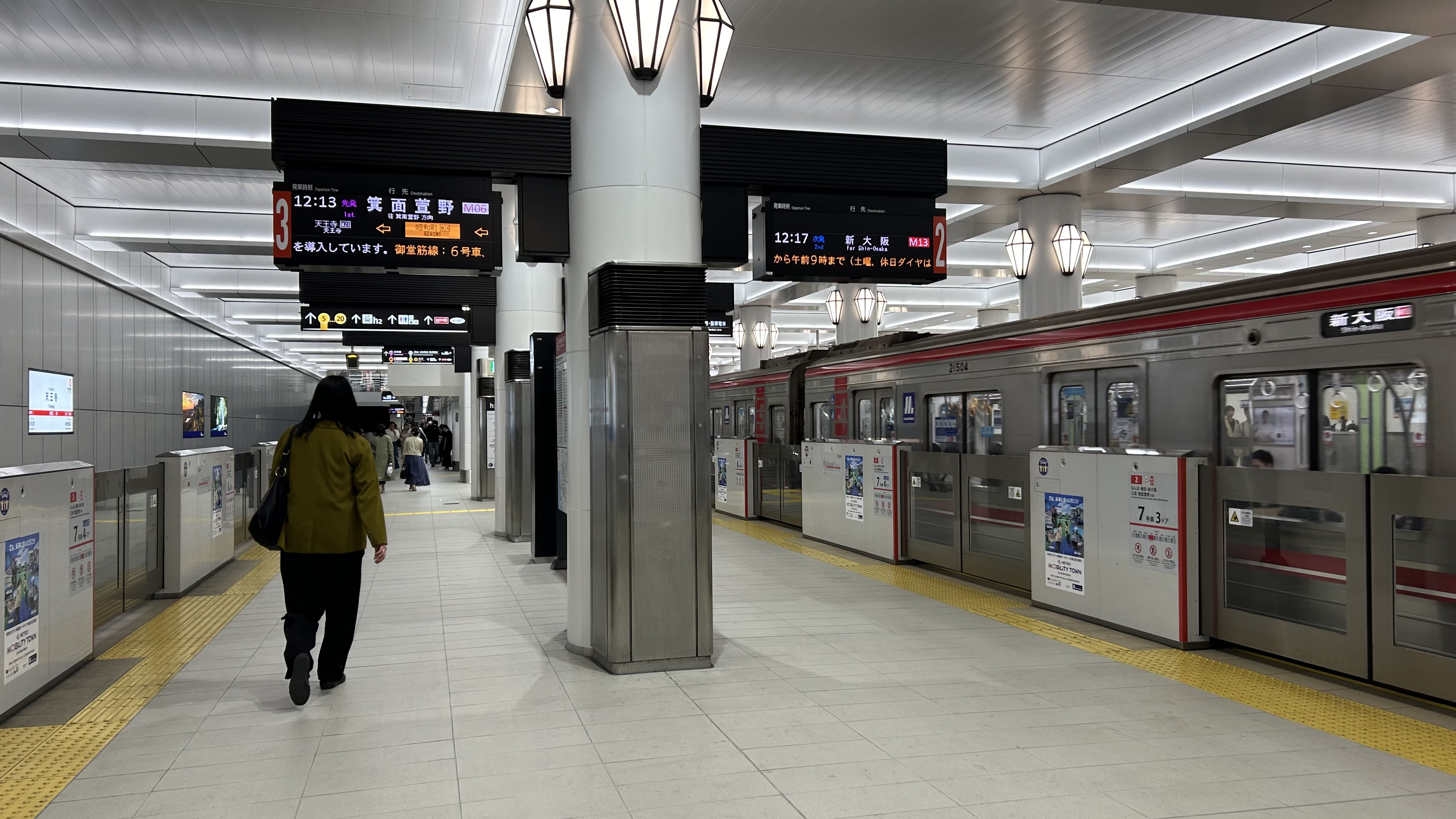
天王寺駅
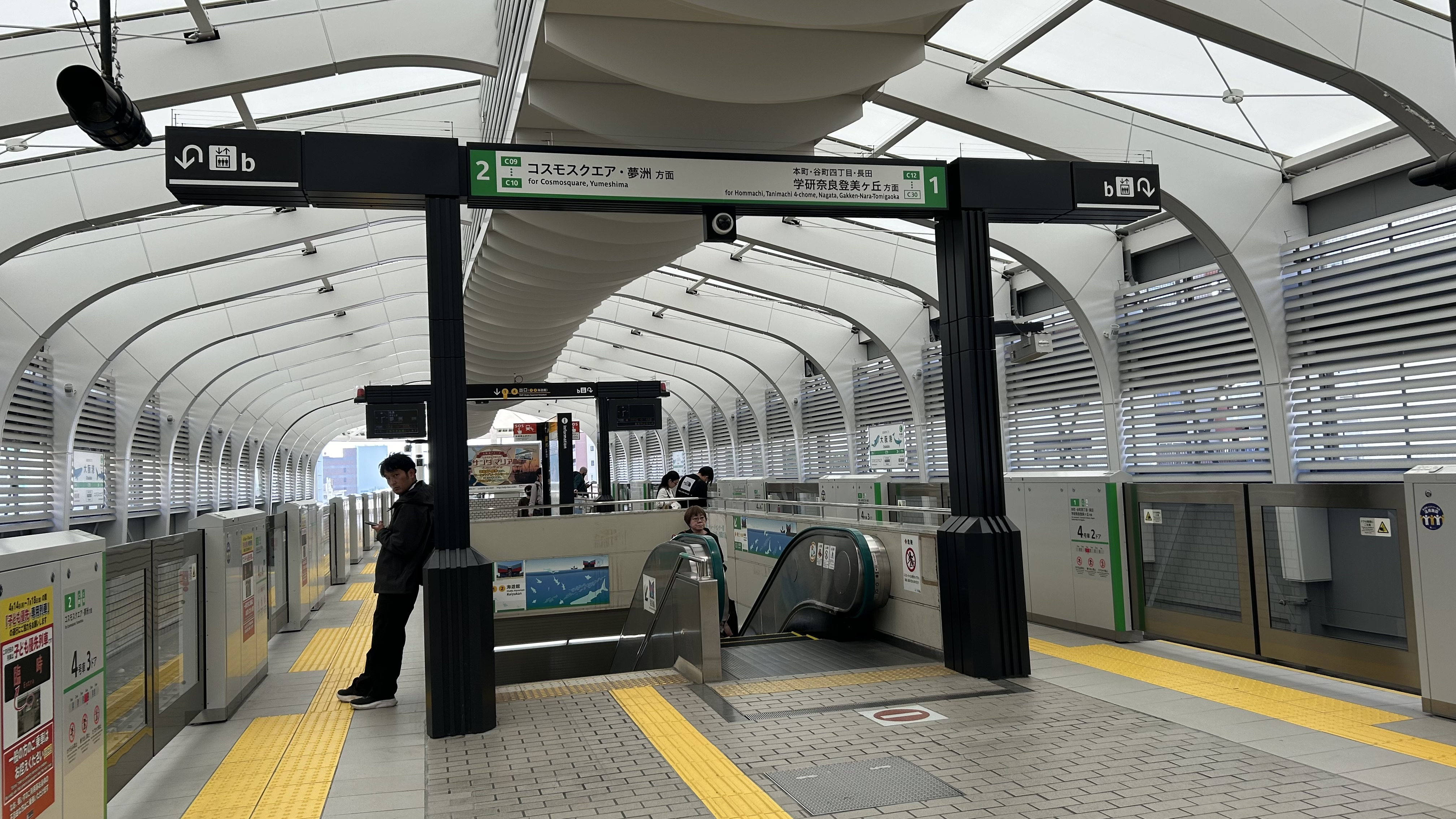
大阪港駅
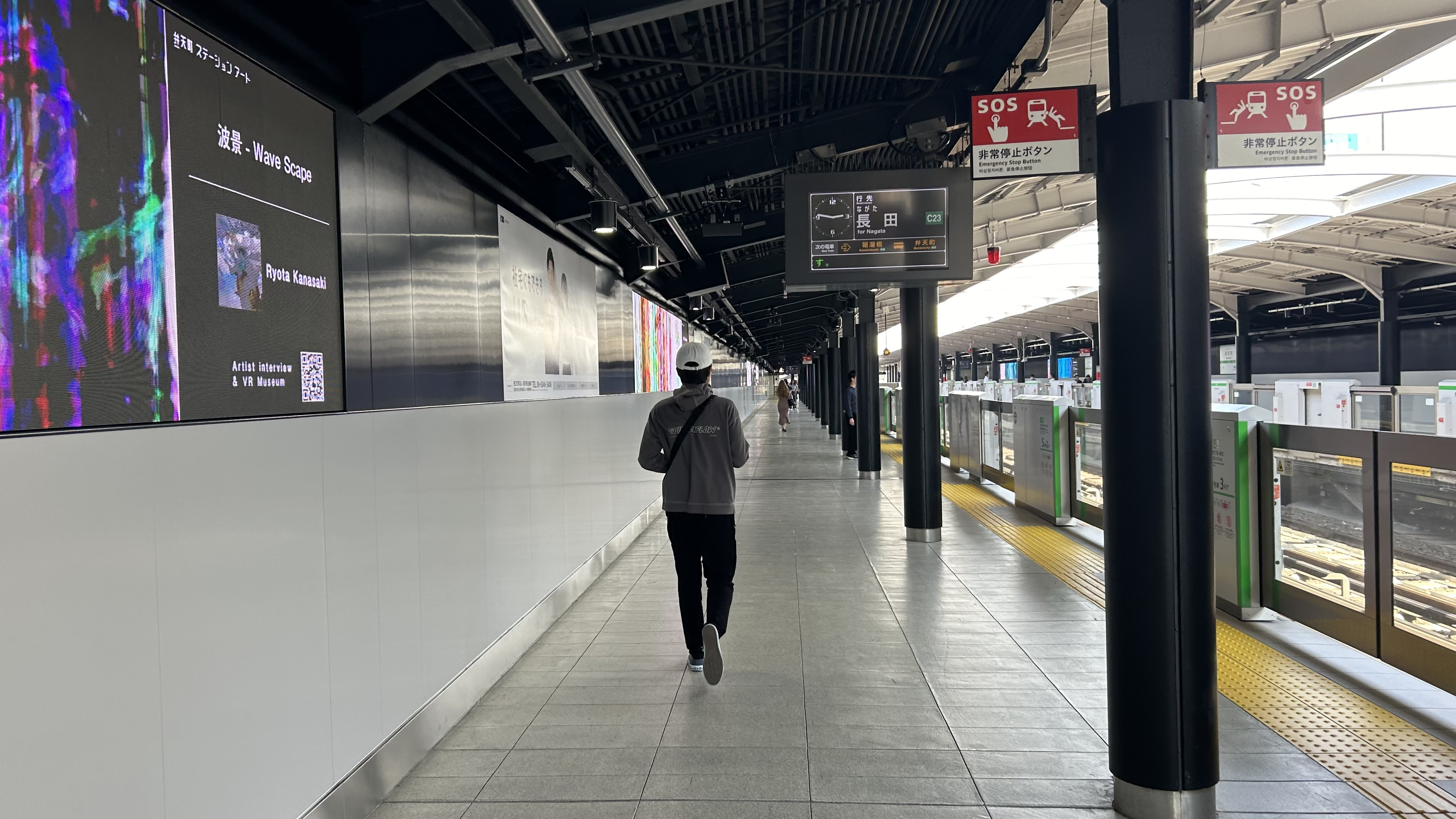
弁天町駅
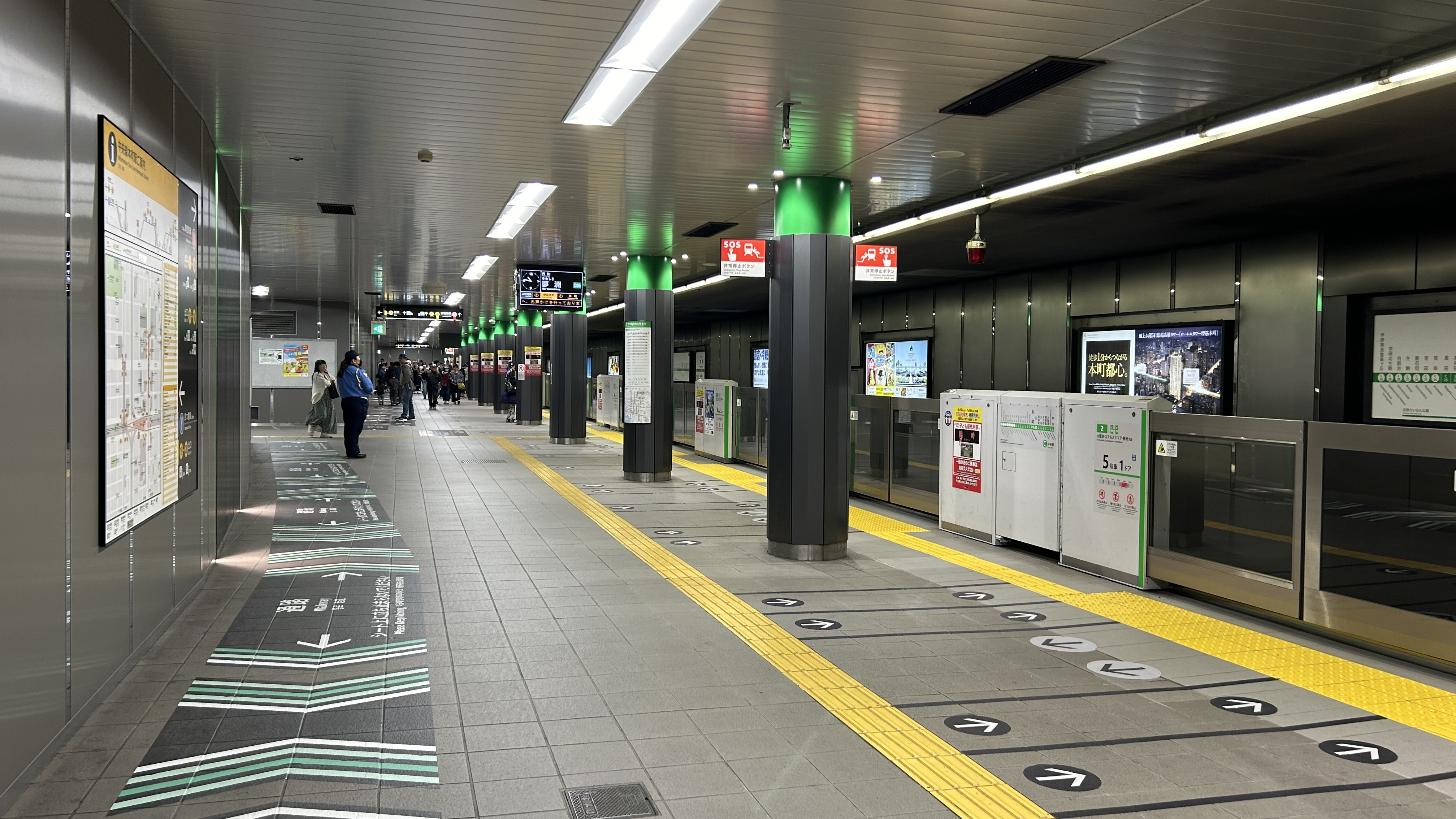
中央線本町駅
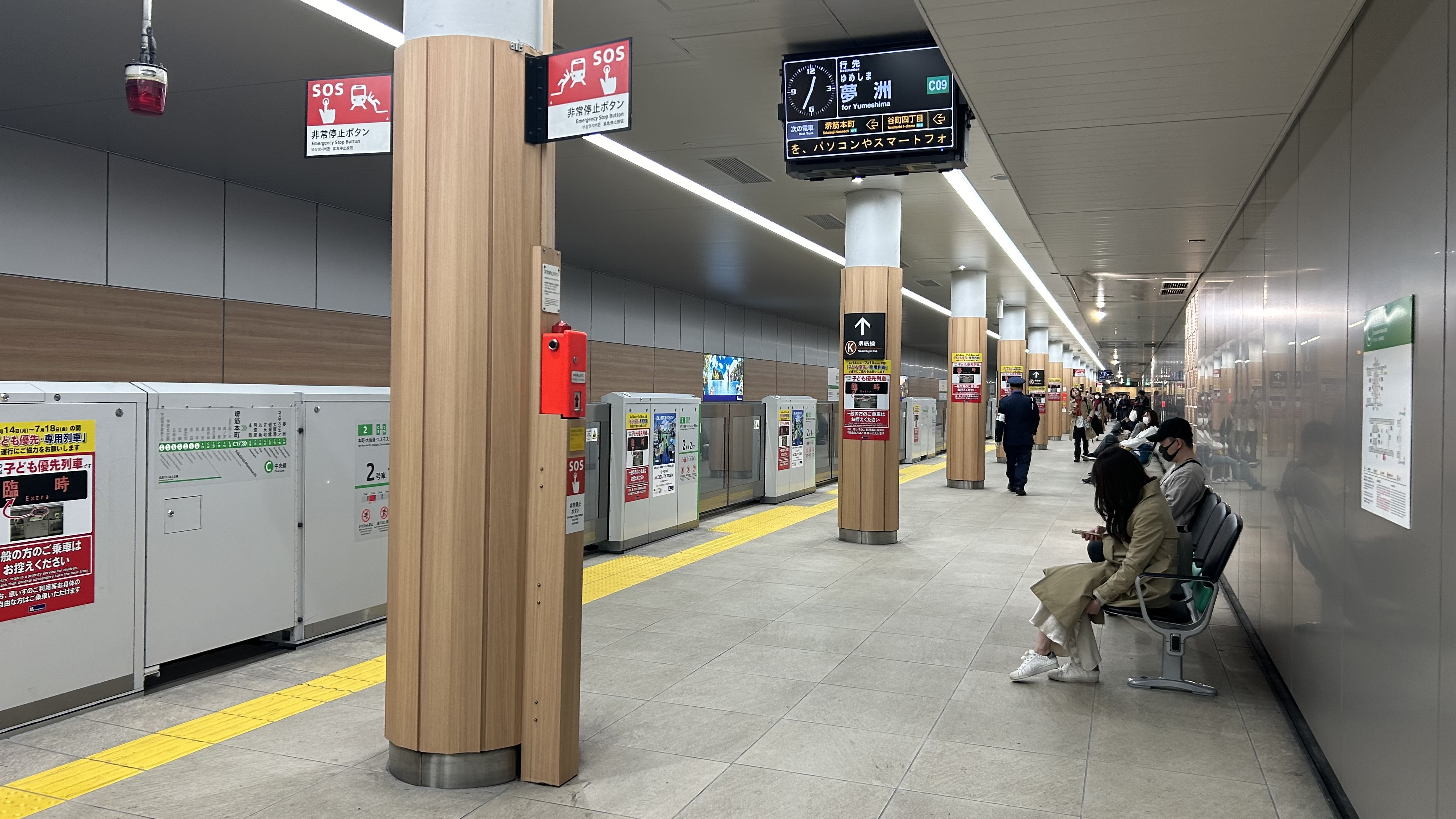
堺筋本町駅
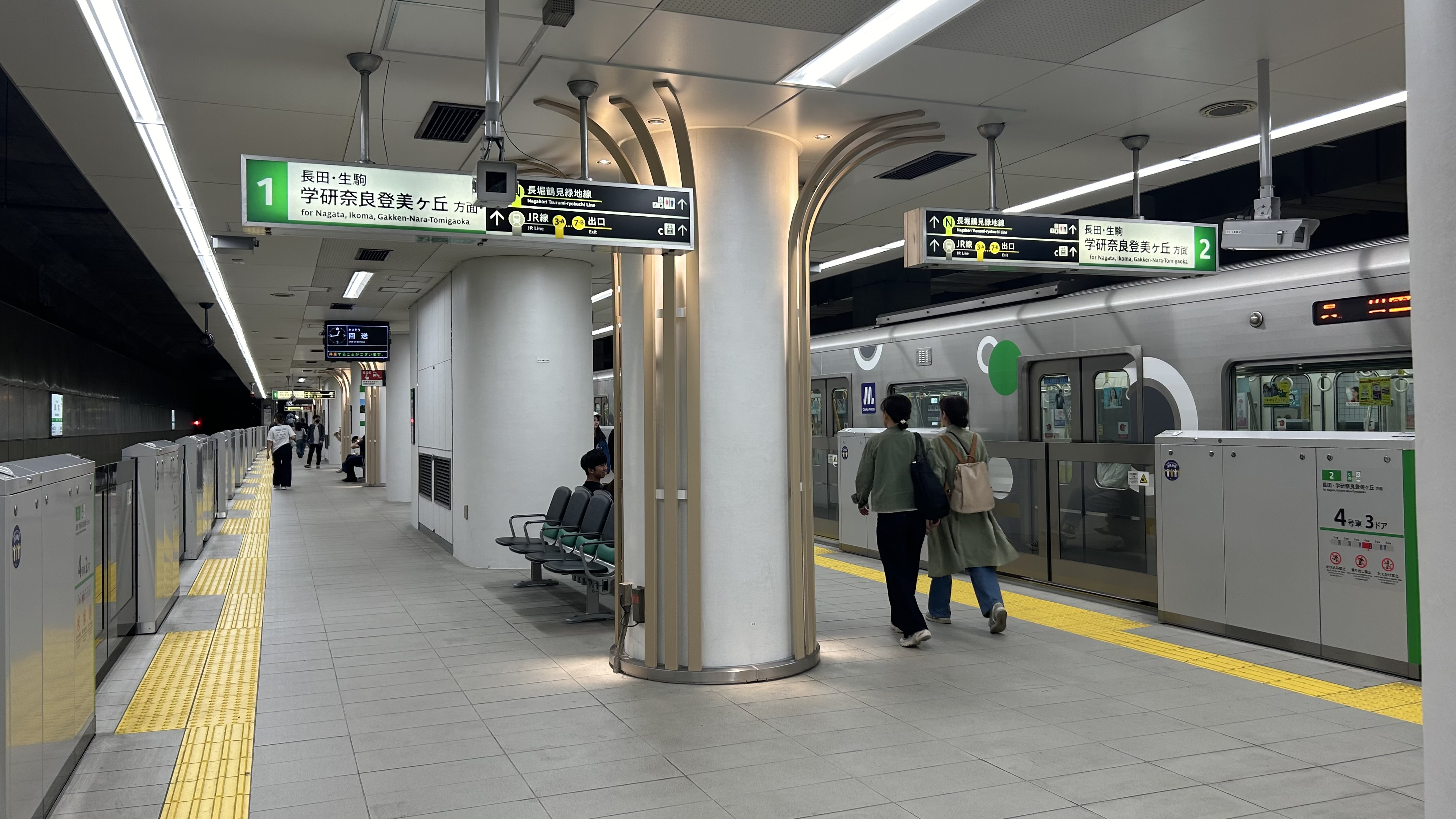
森ノ宮駅
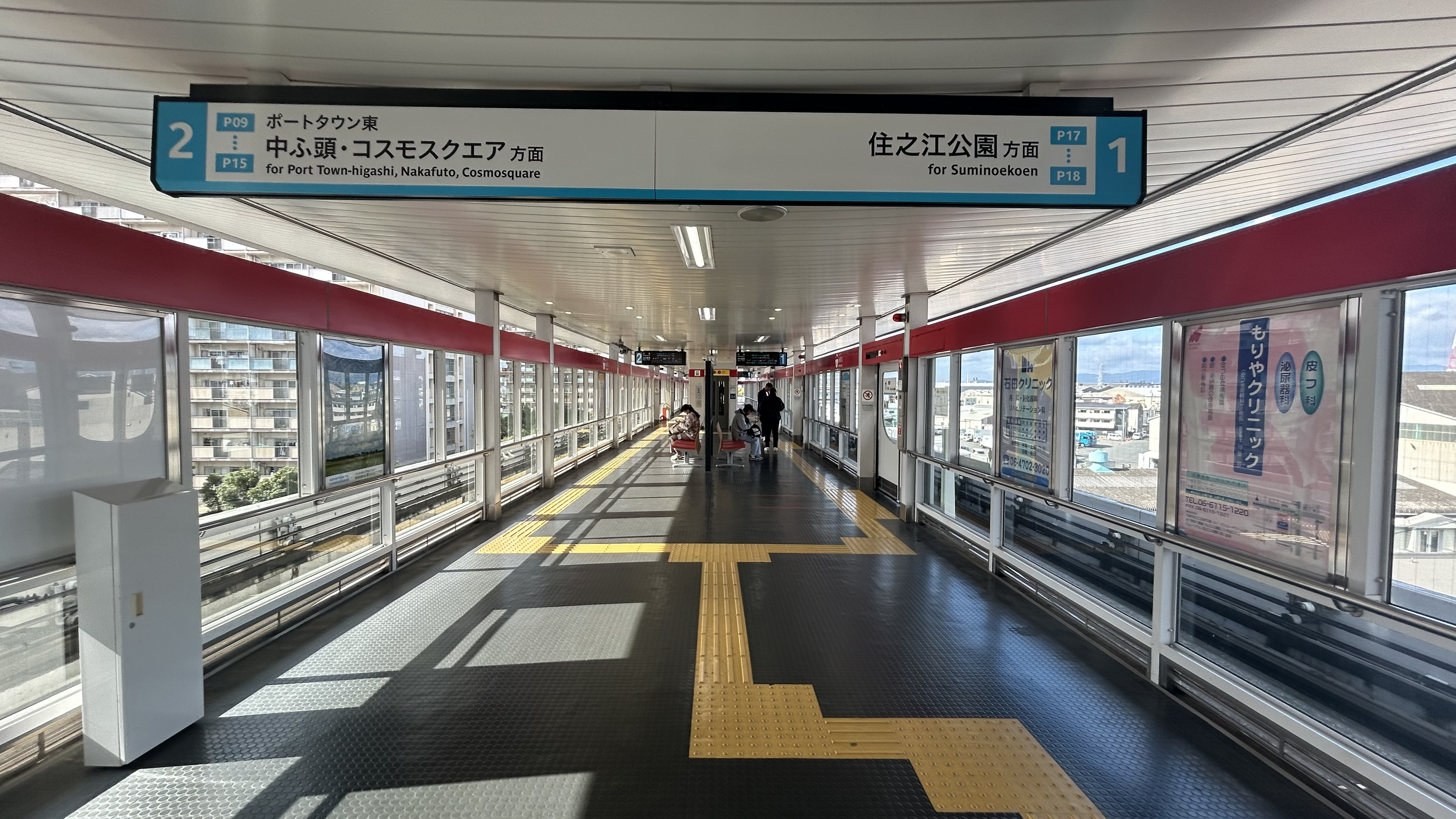
南港口駅

リニューアル前
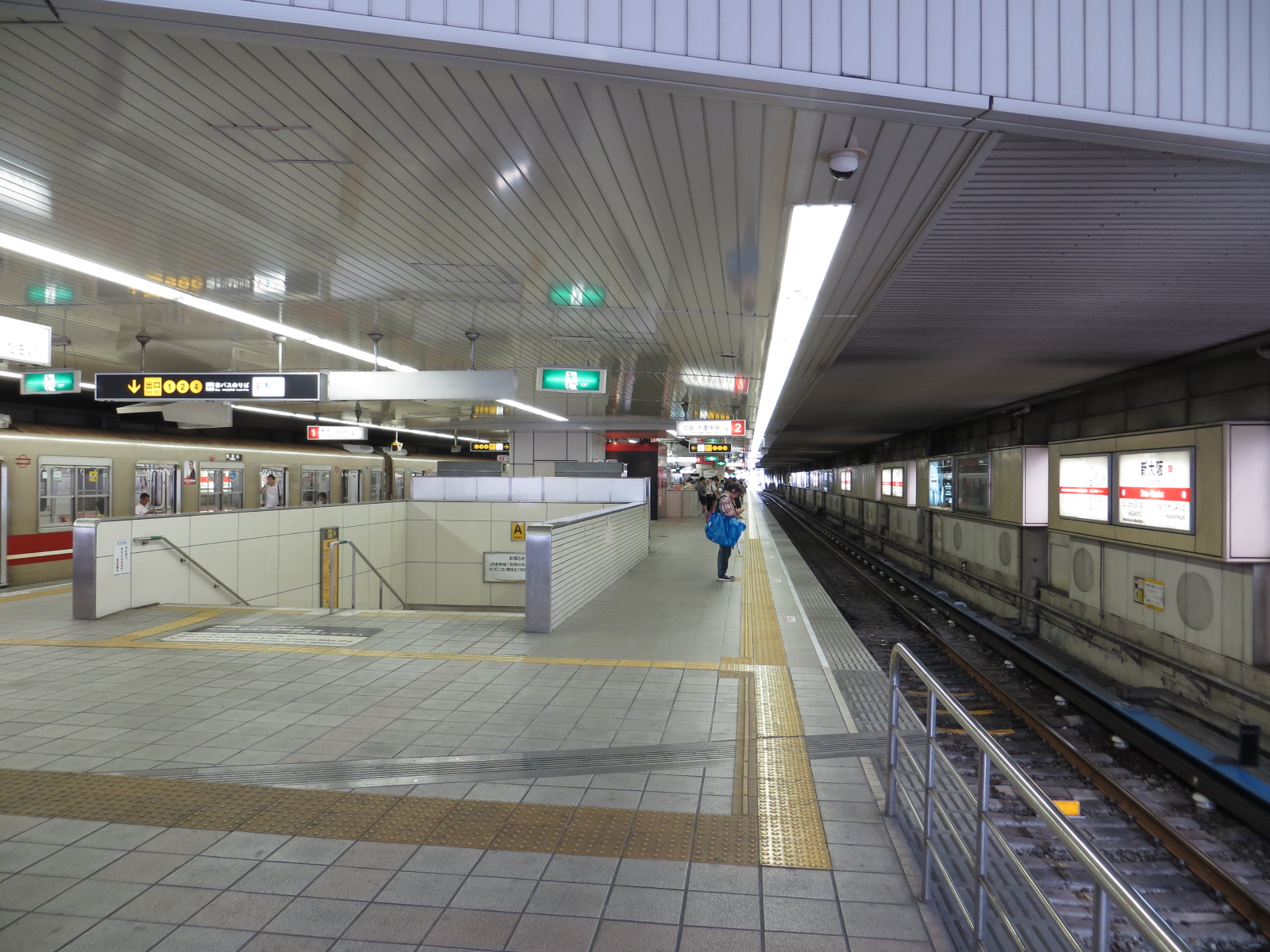
新大阪駅
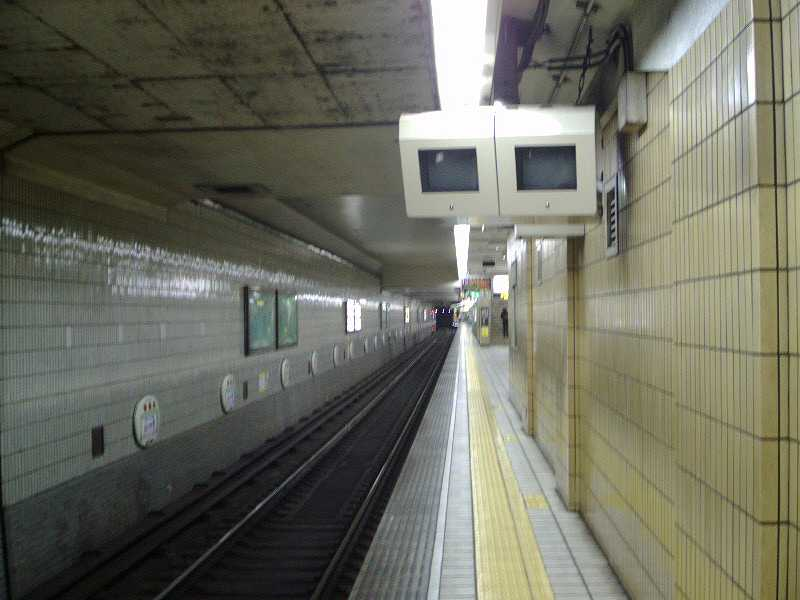
中津駅
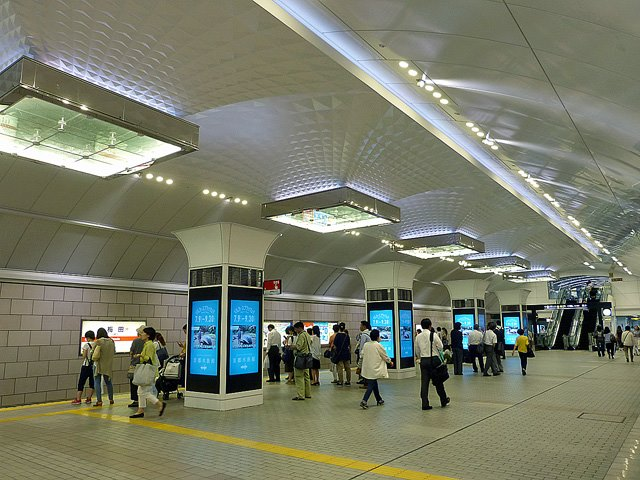
梅田駅
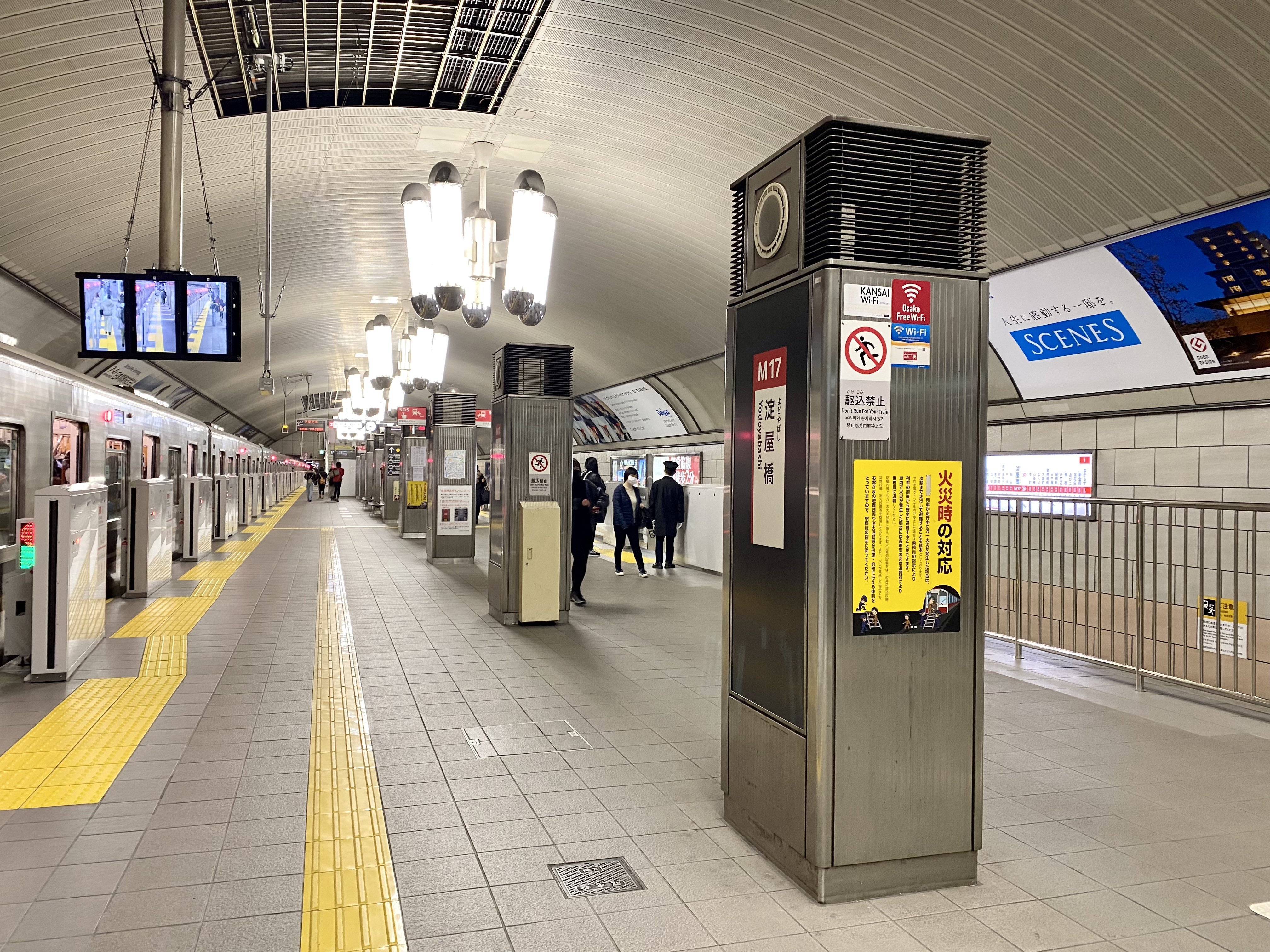
淀屋橋駅
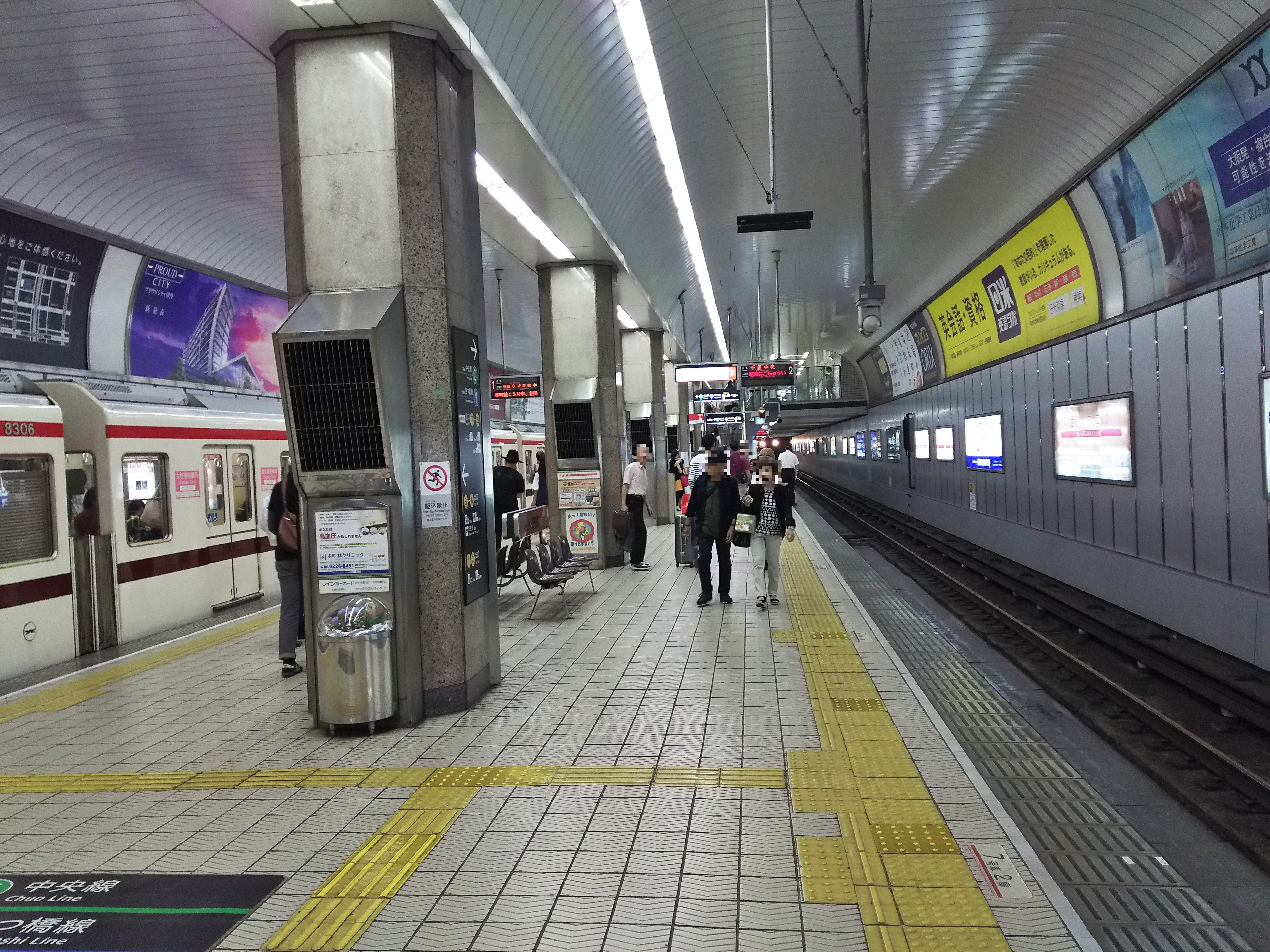
御堂筋線本町駅
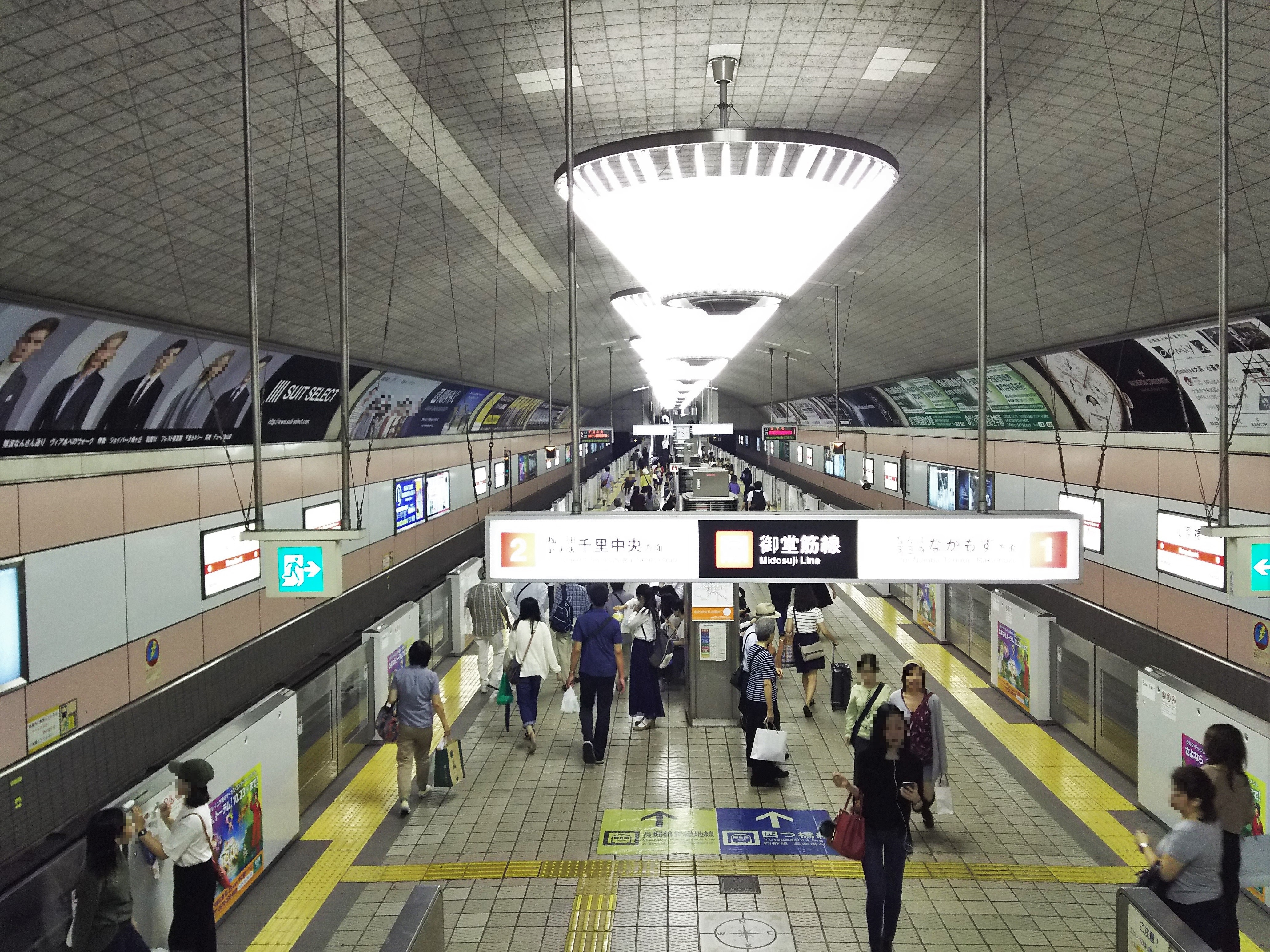
心斎橋駅
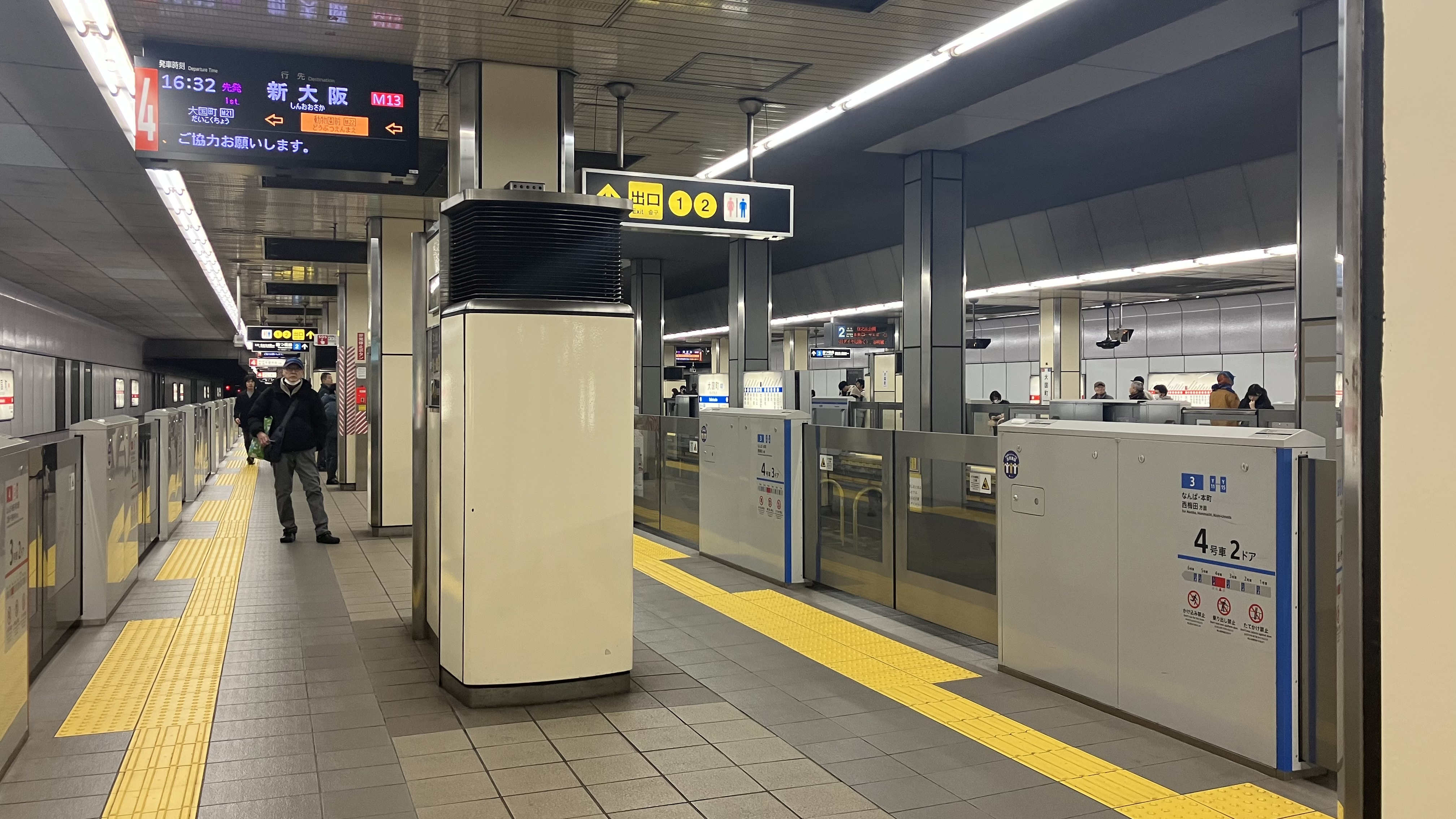
大国町駅
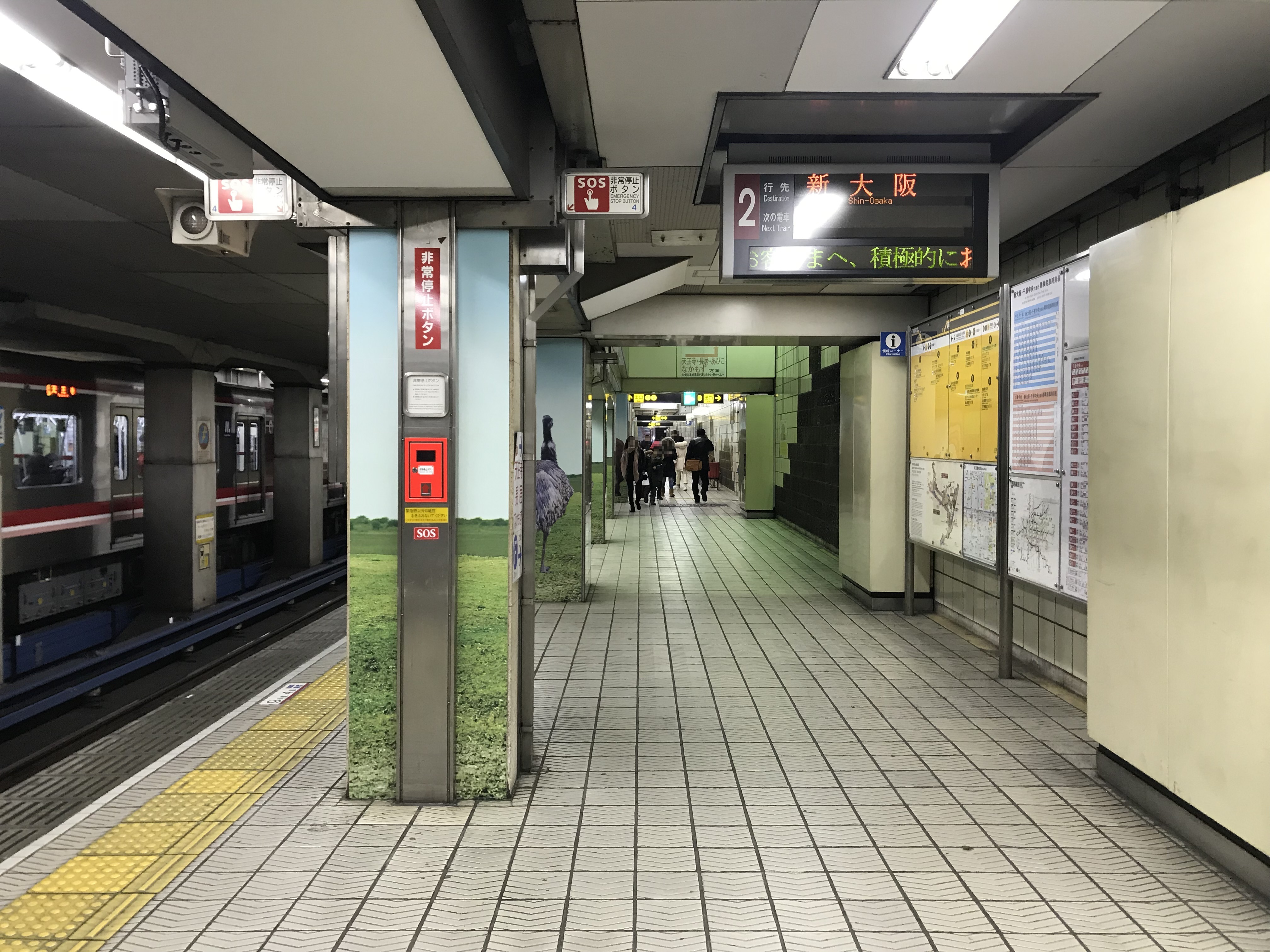
動物園前駅
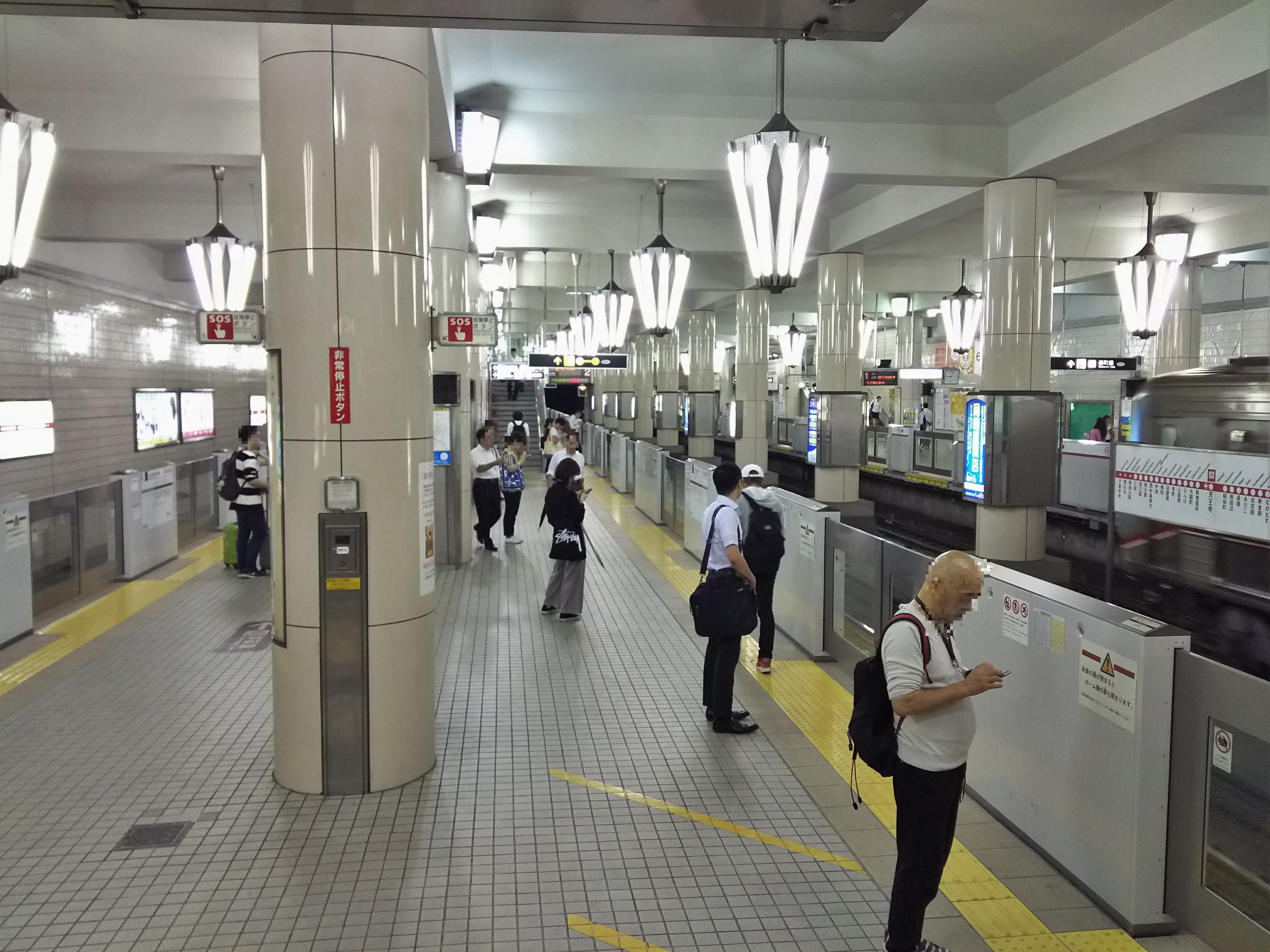
天王寺駅
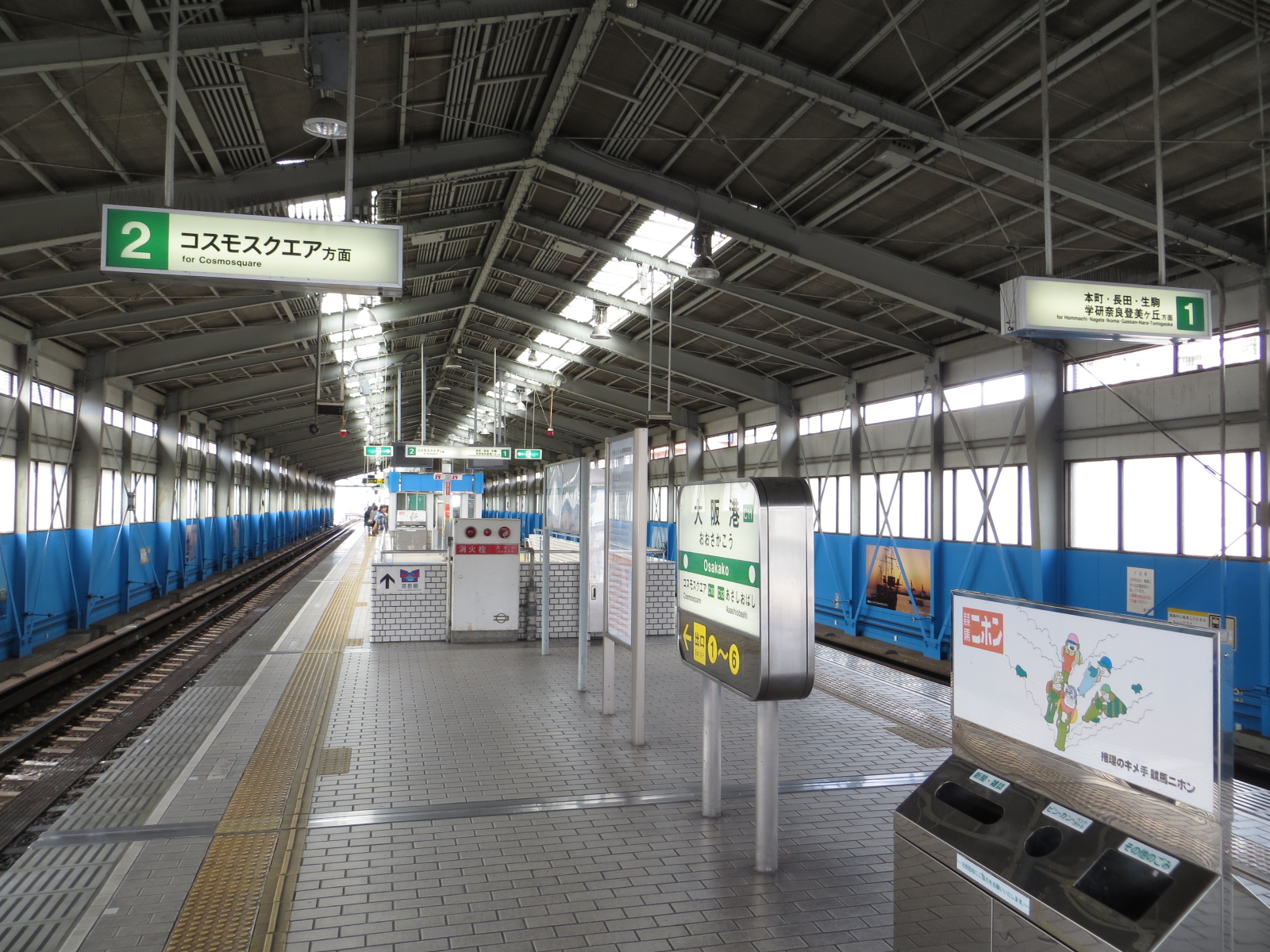
大阪港駅
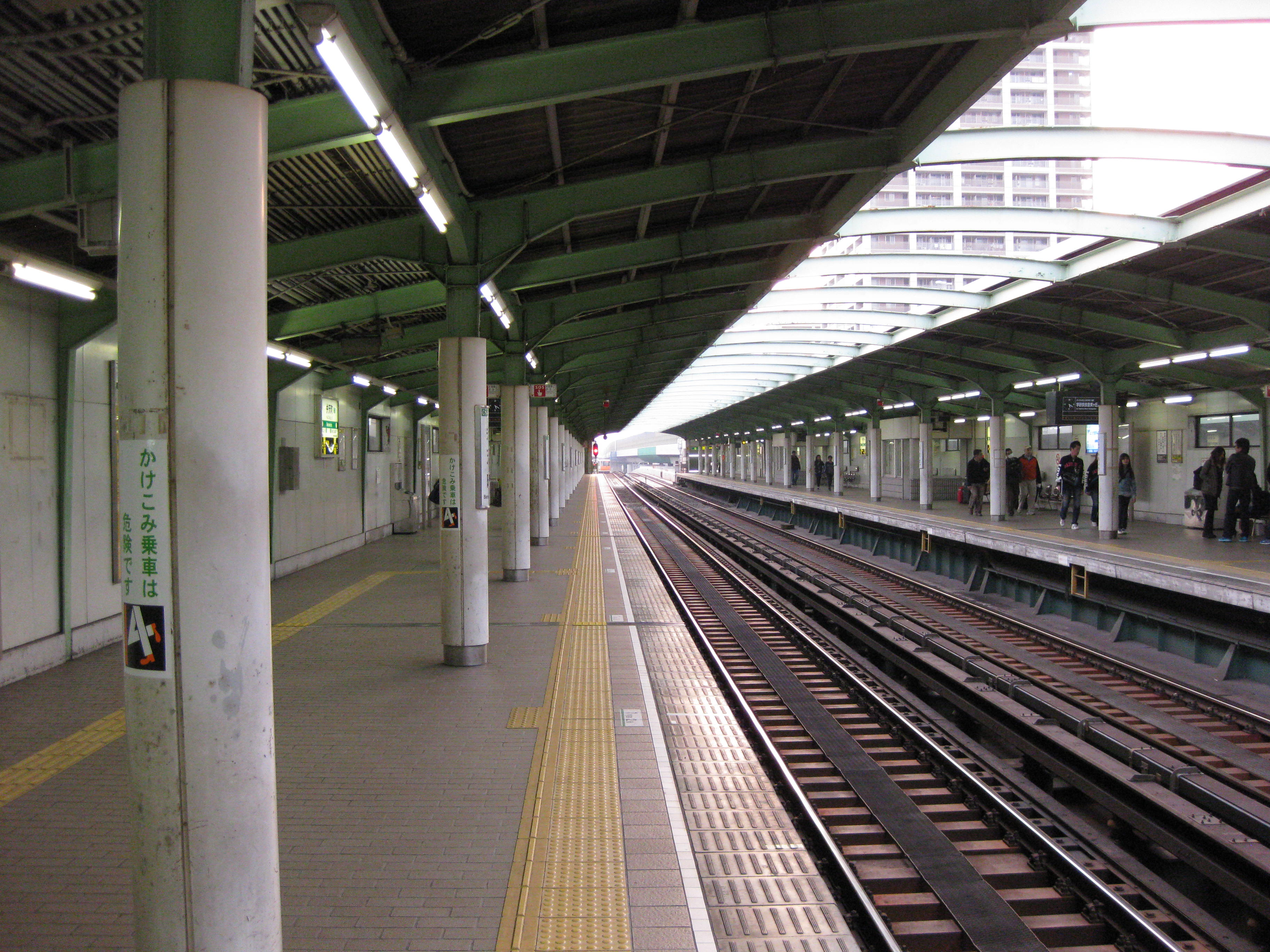
弁天町駅
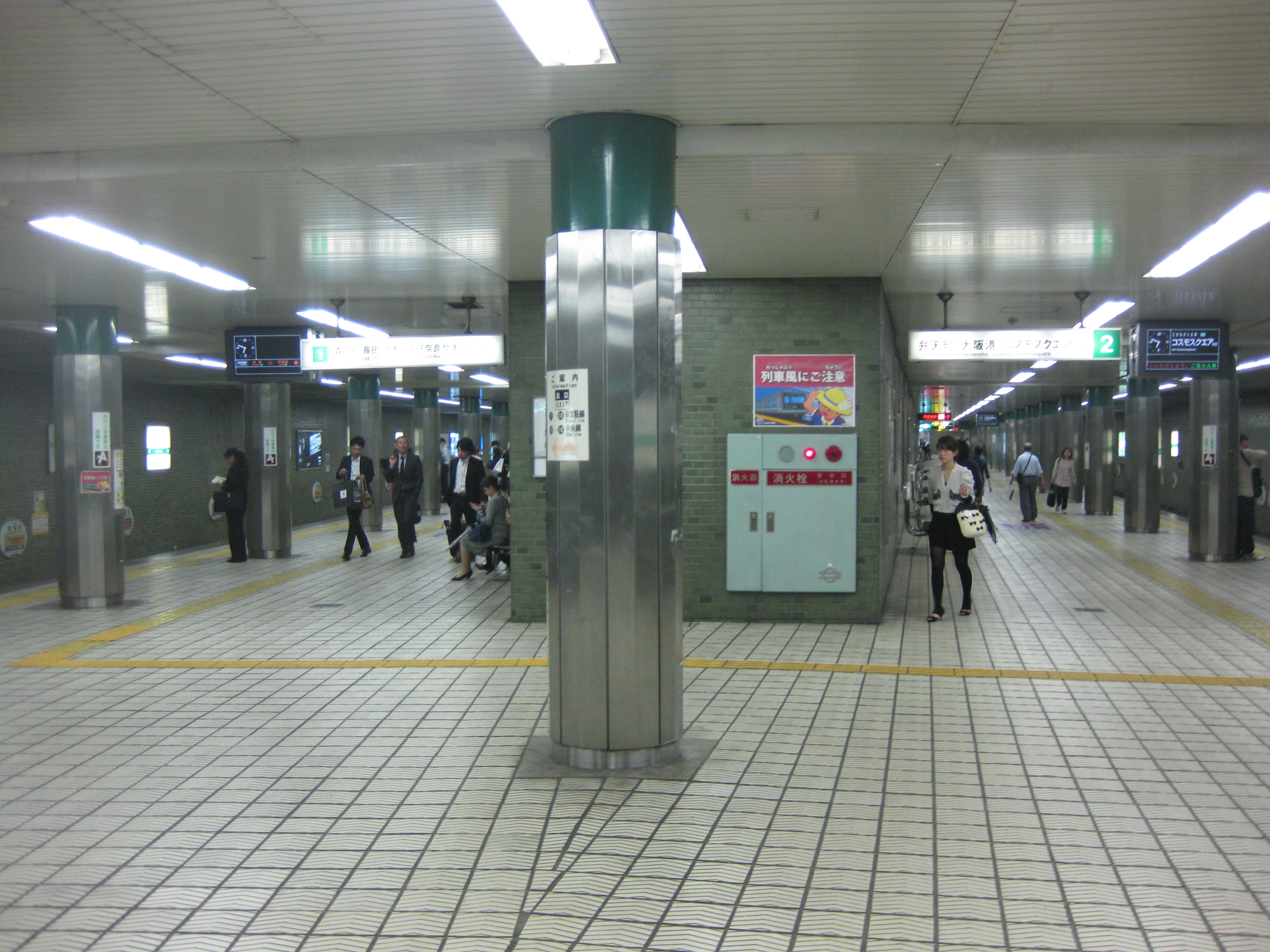
中央線本町駅
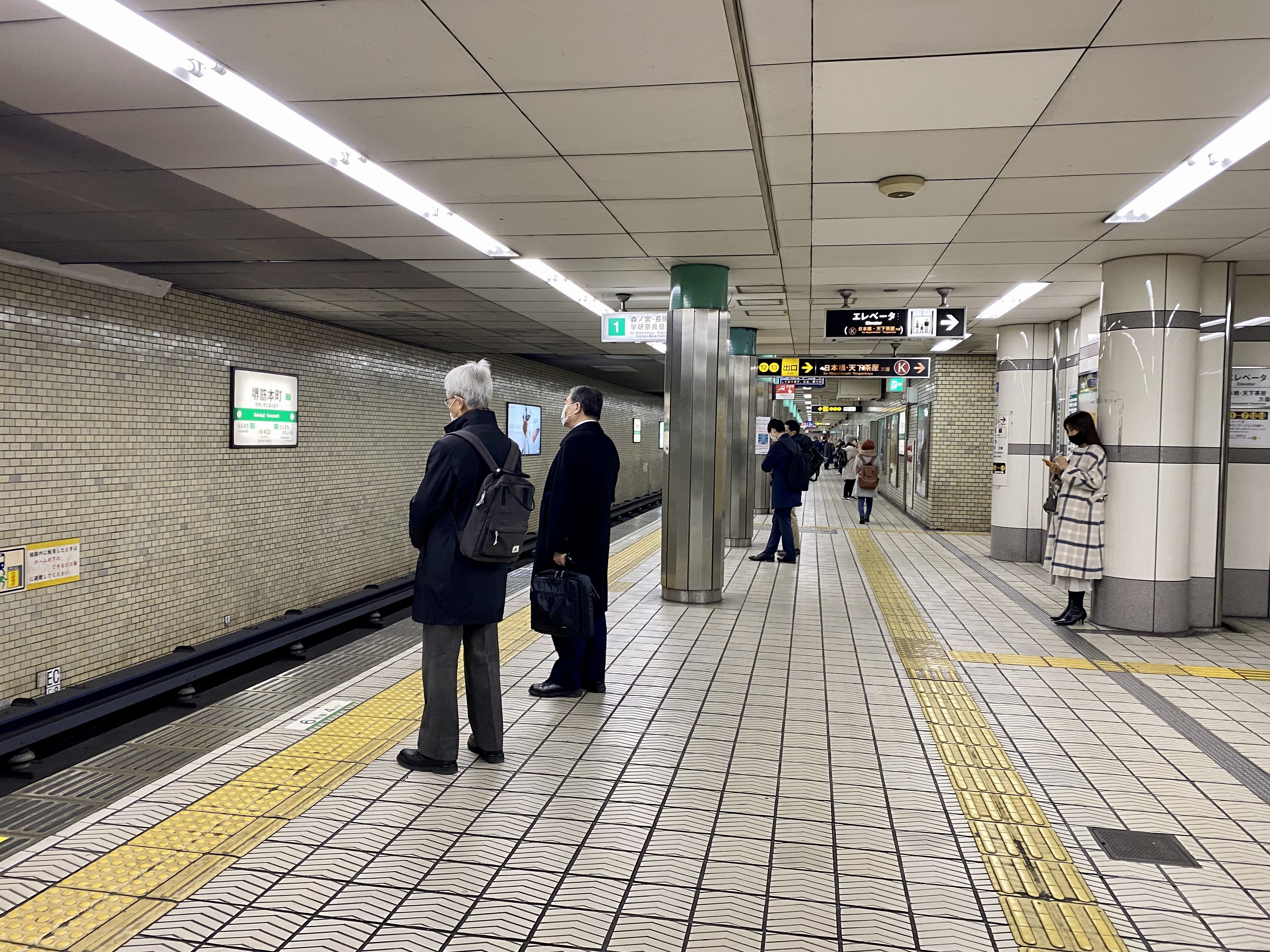
堺筋本町駅
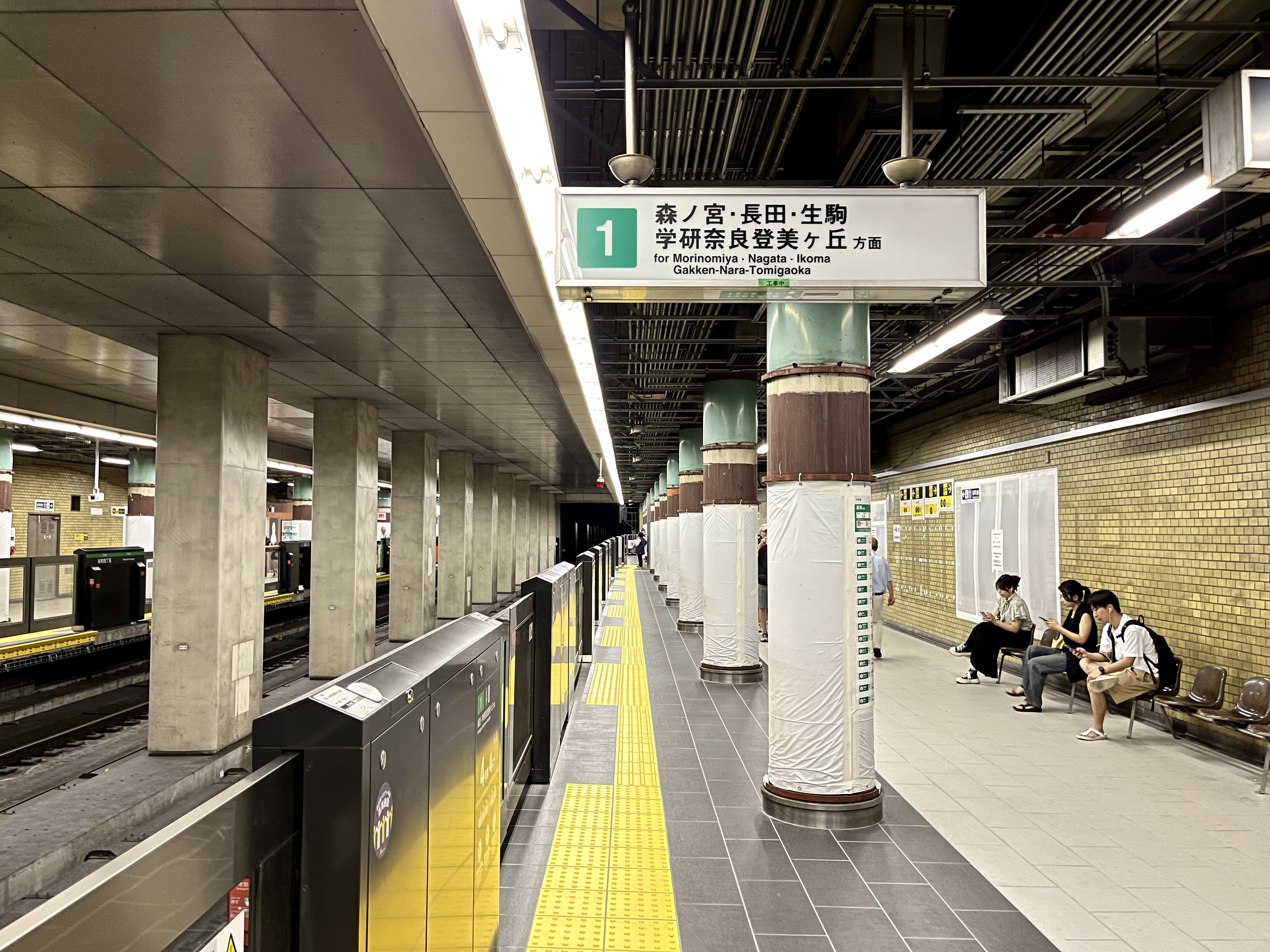
谷町四丁目駅
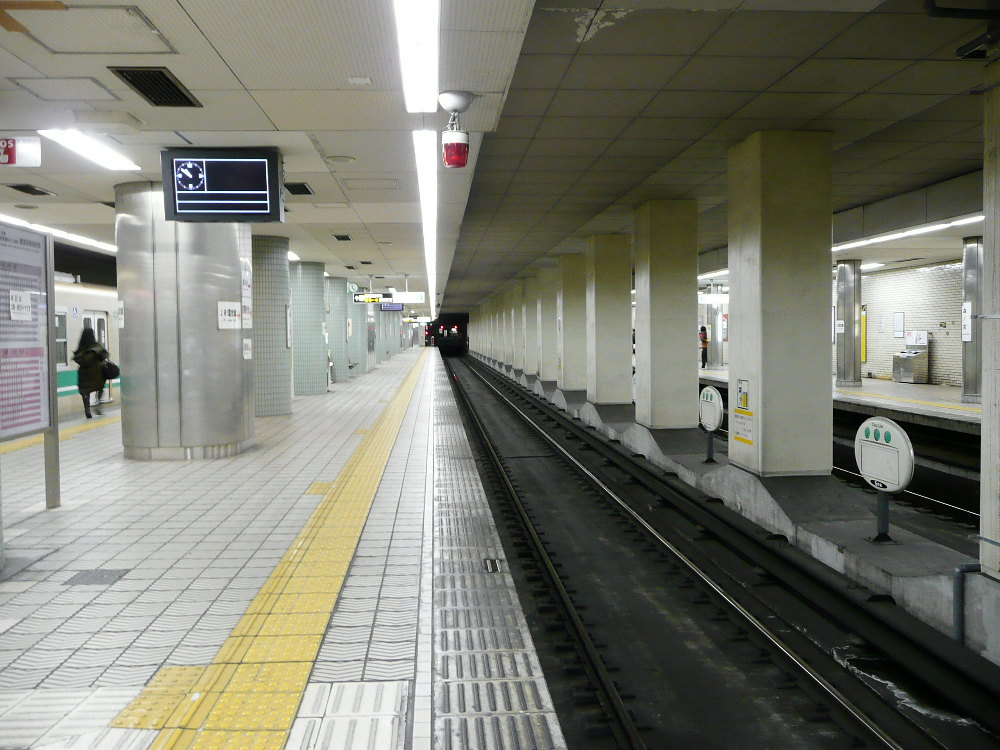
森ノ宮駅
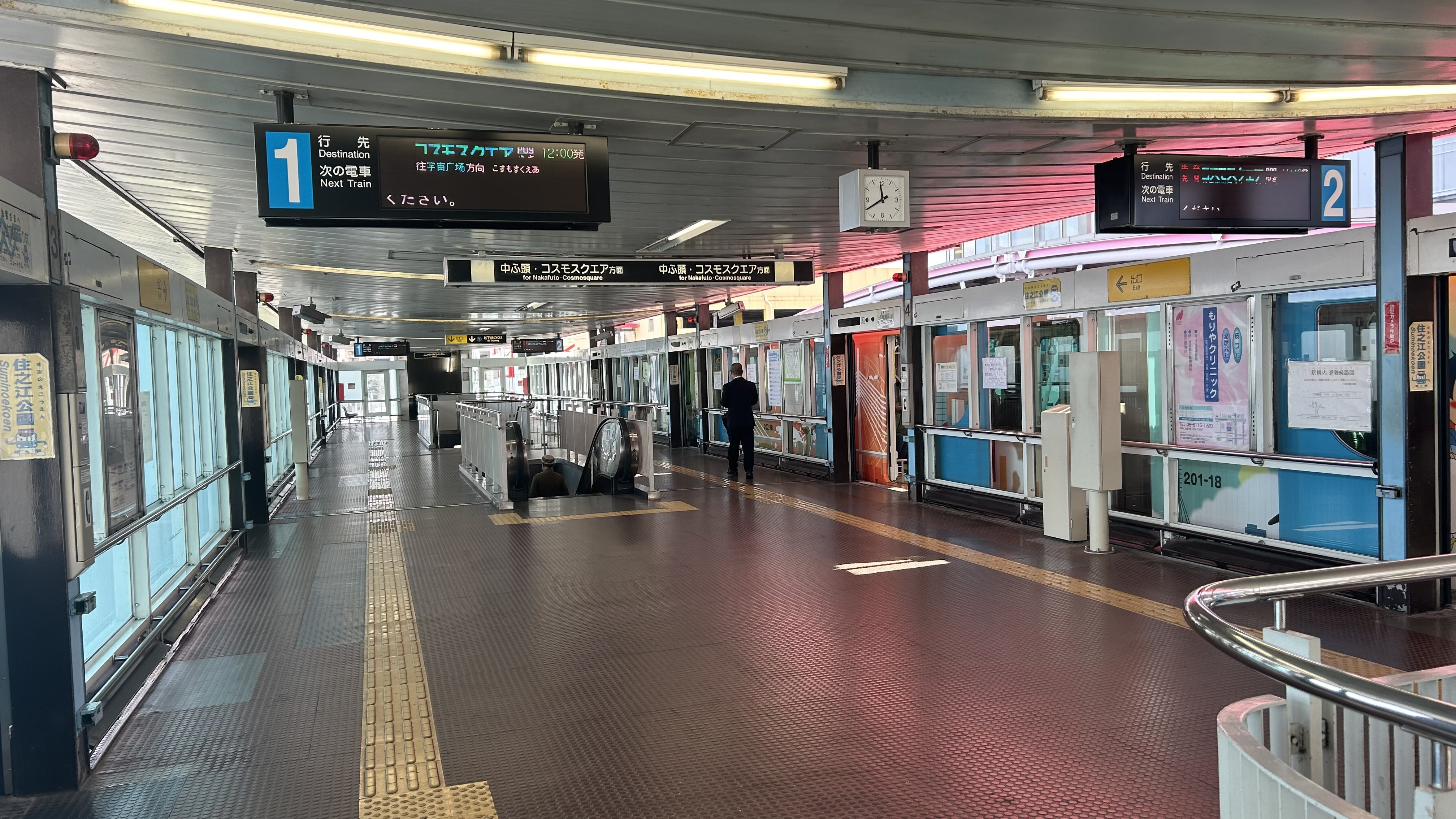
住之江公園駅
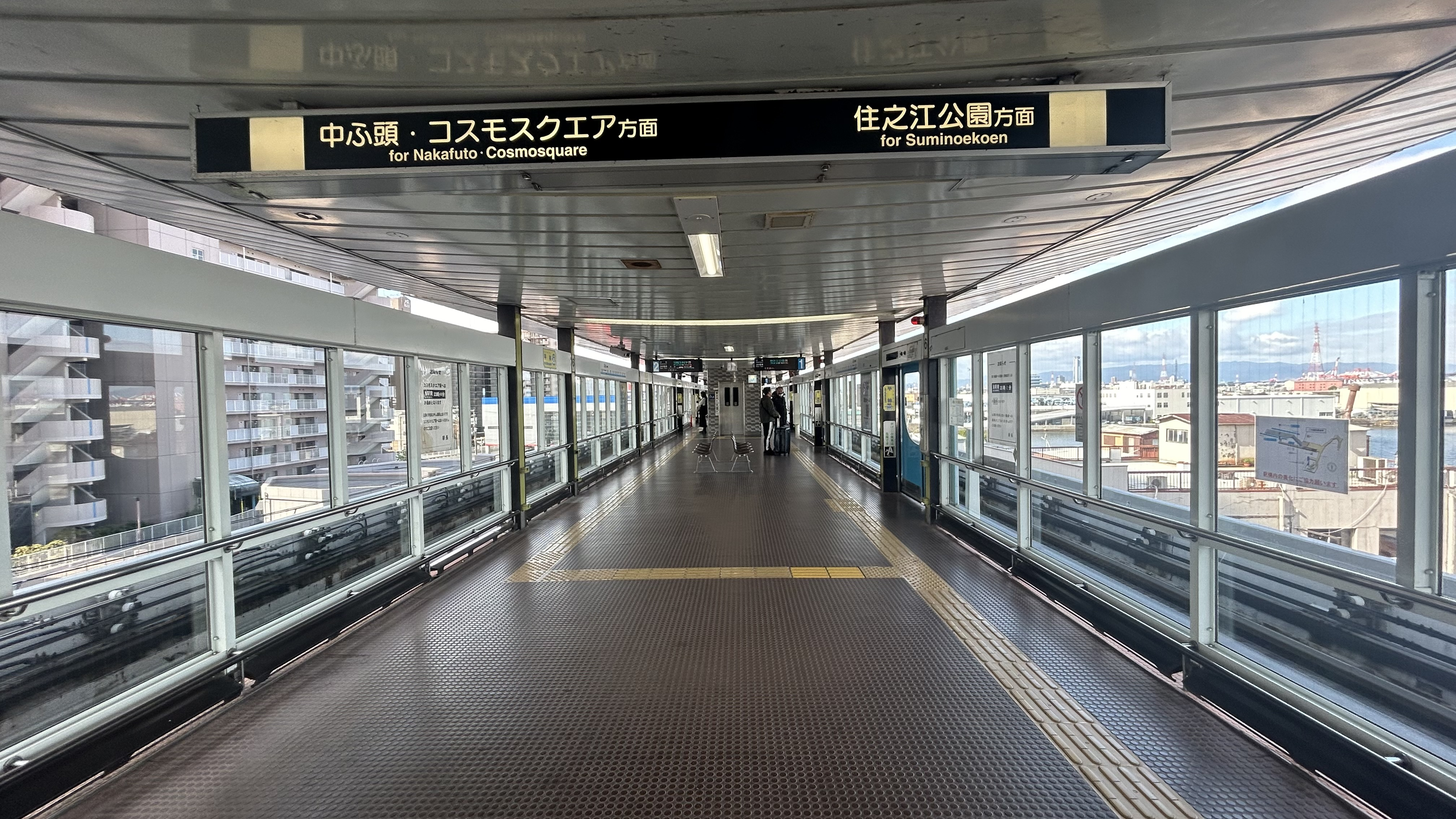
平林駅
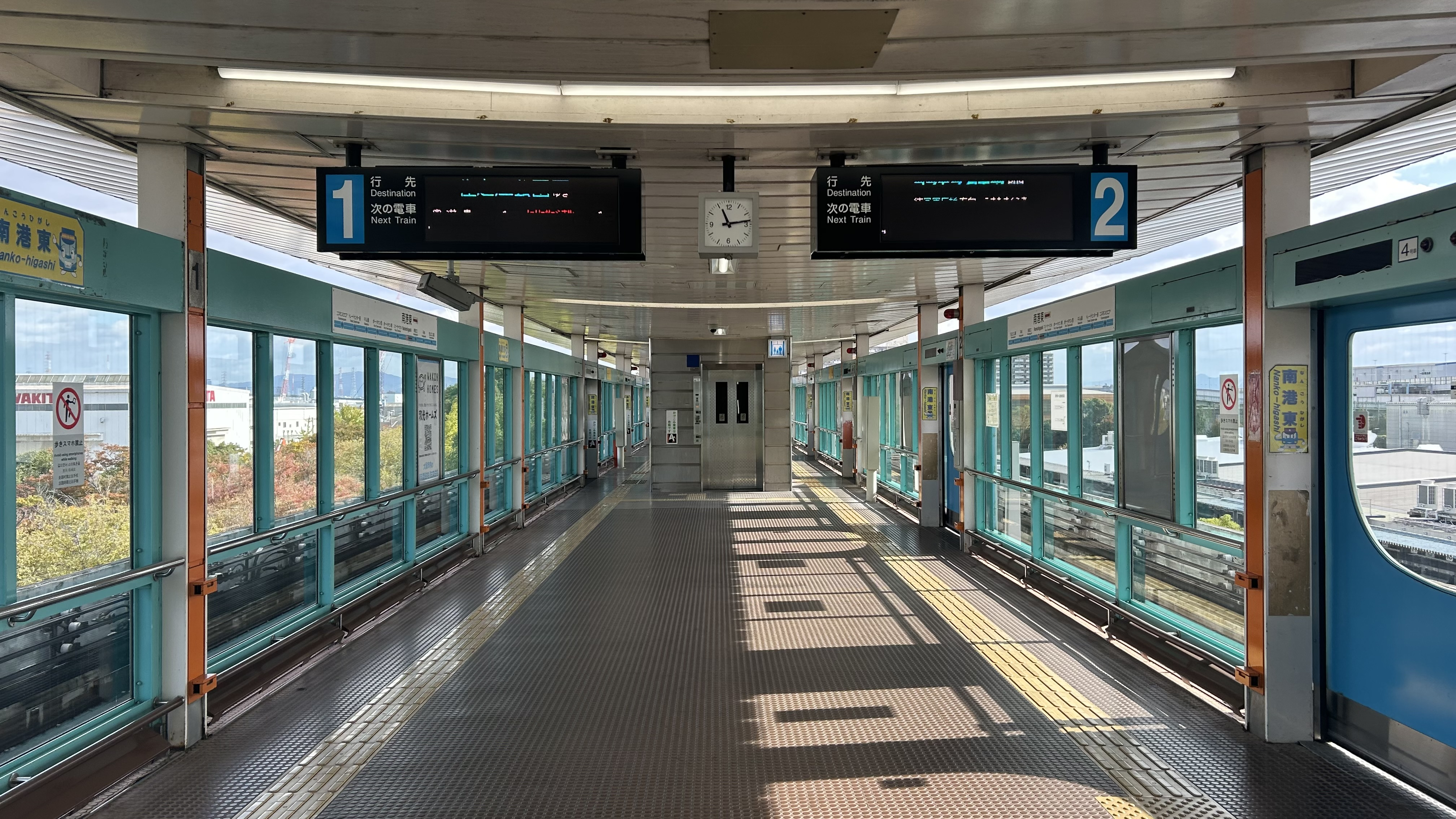
南港東駅
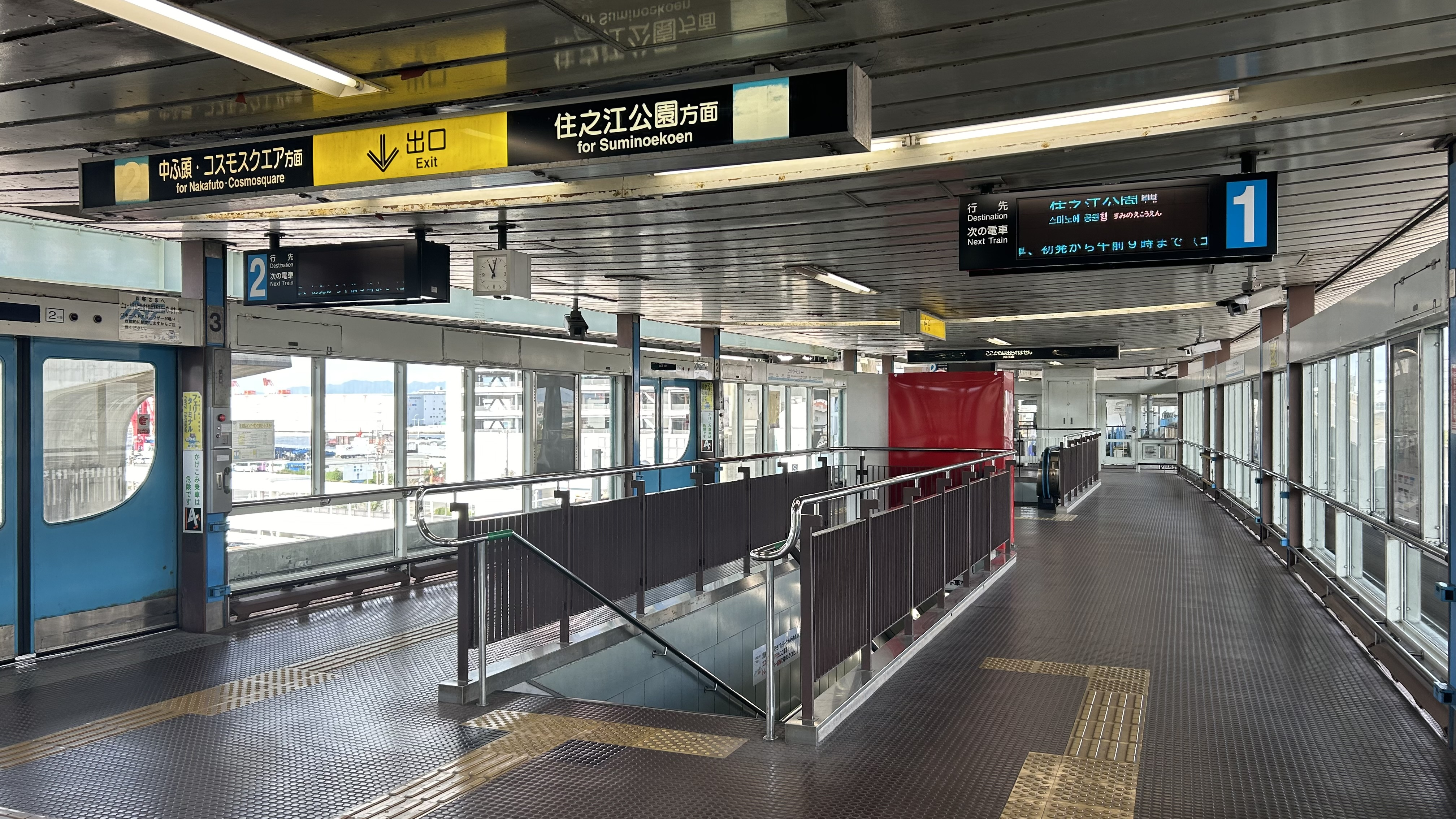
フェリーターミナル駅
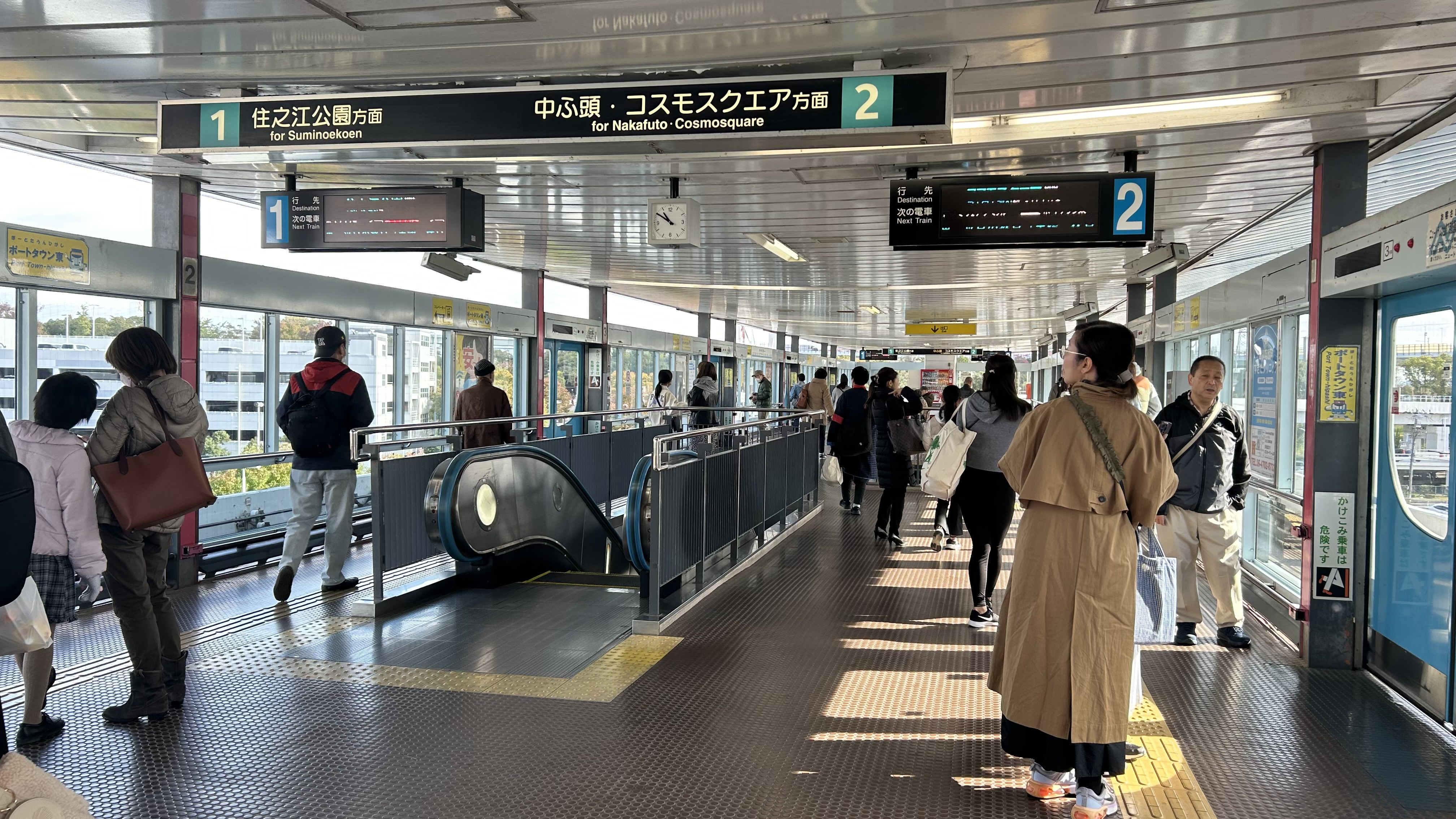
ポートタウン東駅
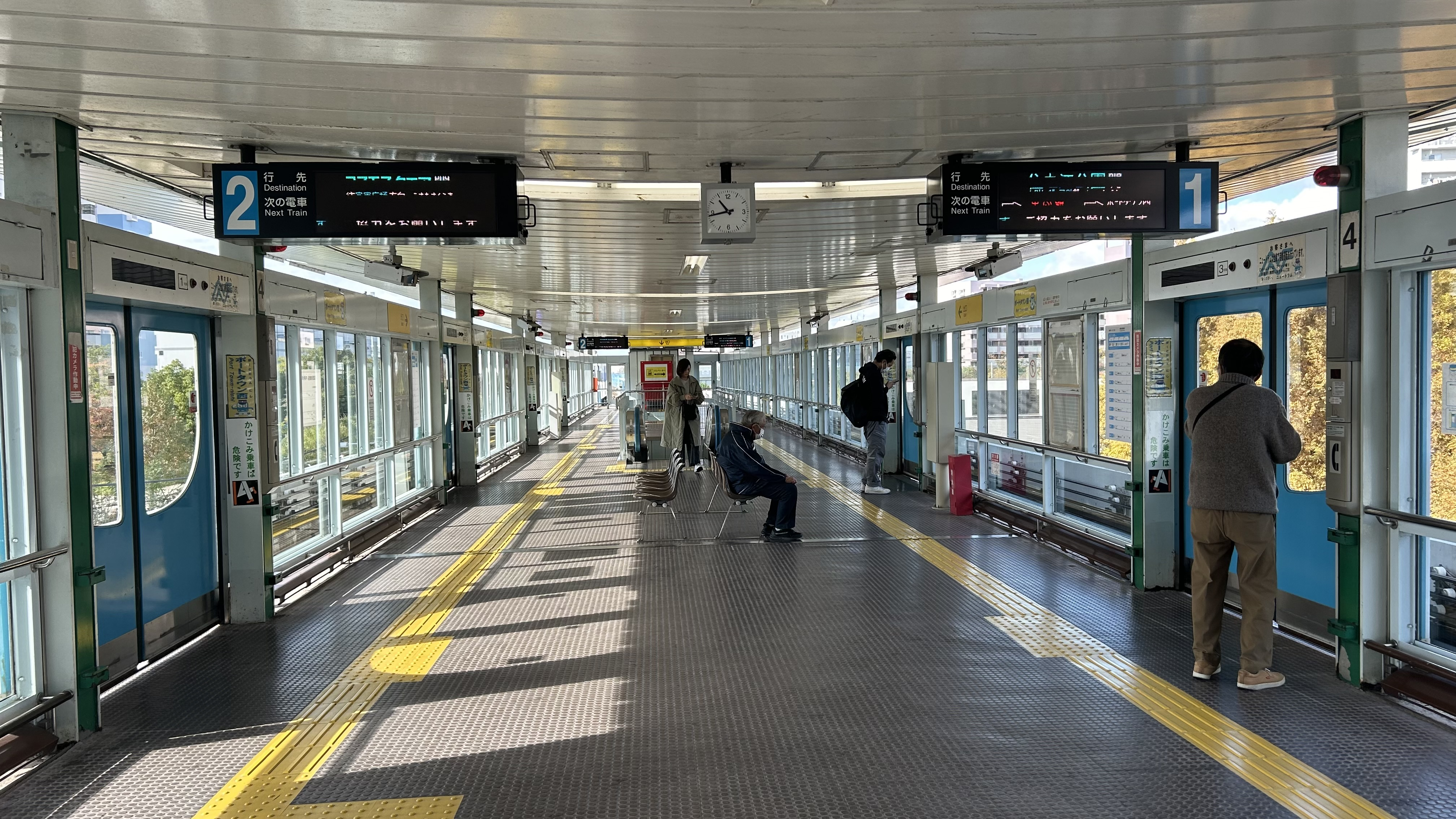
ポートタウン西駅
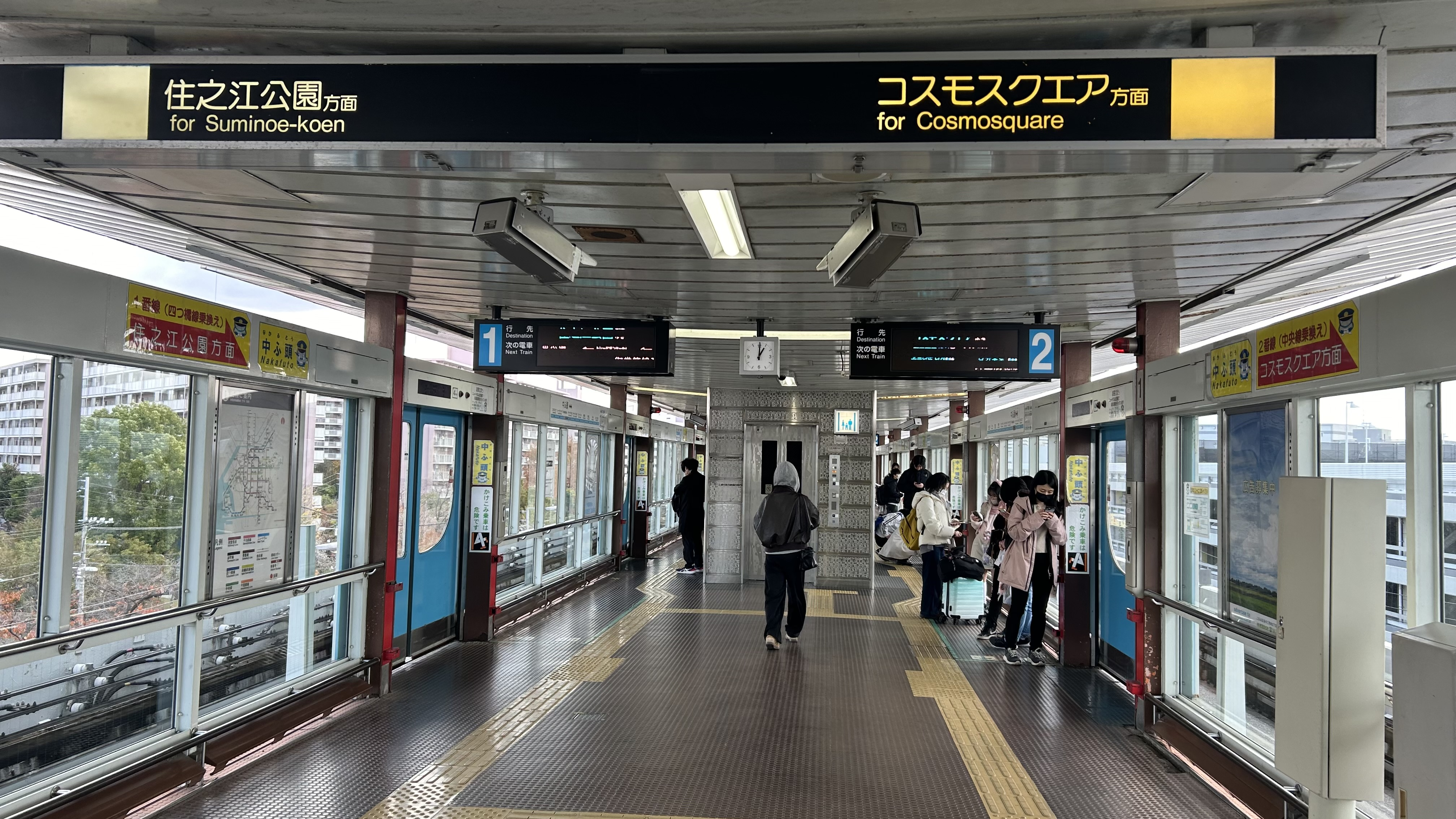
中ふ頭駅

## 関連事業

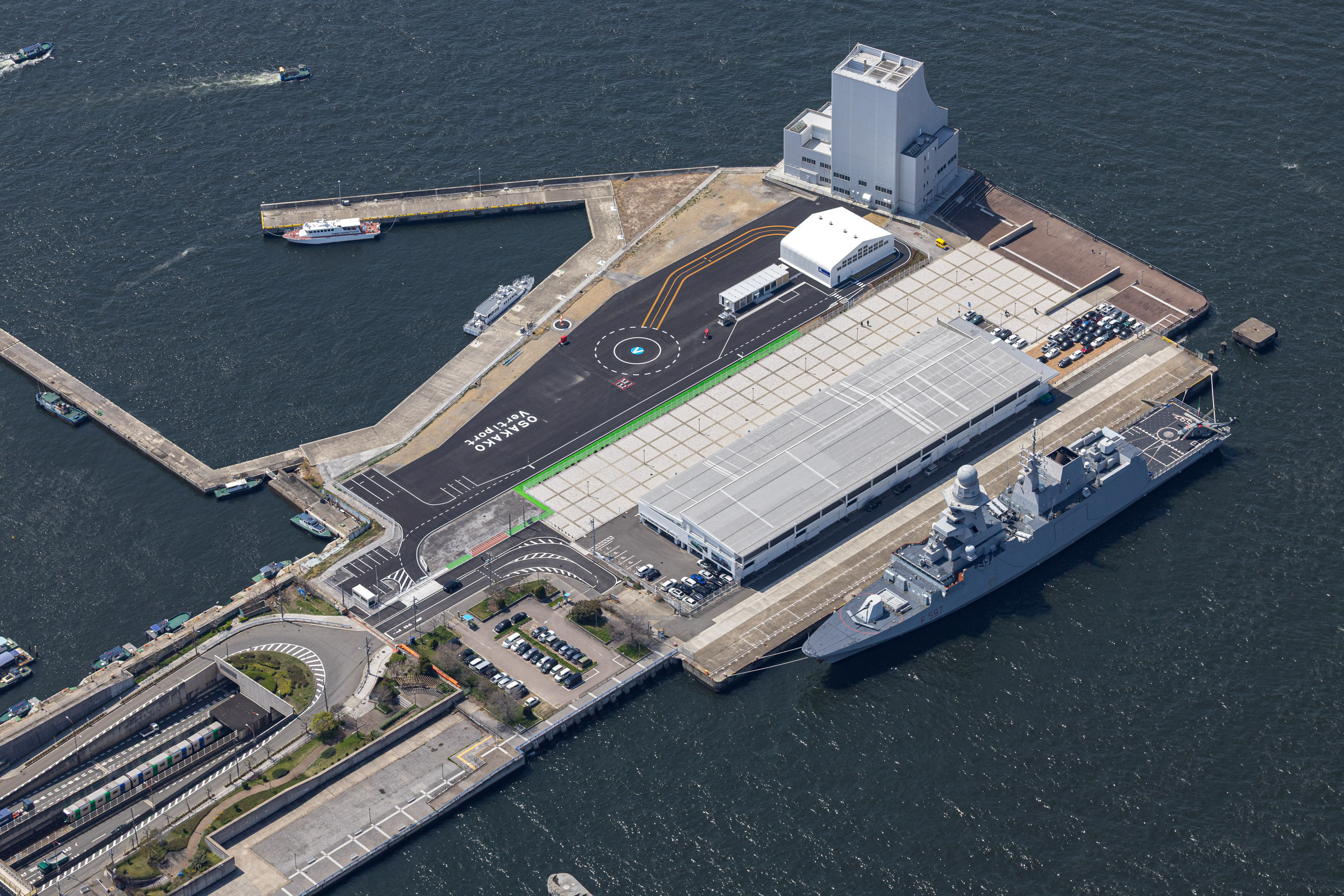
大阪港駅の先にある「大阪港バーティポート」

鉄軌道・バス事業のほか、駅ナカ、リテール事業として、ekimo、コーワキングスペース（ON the UMEDAほか、グループ企業の大阪地下街が管理運営）等の運営も行っている。
都市開発（不動産）事業として、商業ビル（天神橋筋六丁目ビル、なんばビルほか）、「Metrosa（メトローサ）」ブランドによる賃貸住宅、「METRISE（メトライズ）」ブランドによる住宅販売などを行っている。
2025年大阪・関西万博で株式会社SkyDriveが開発した空飛ぶクルマ「SkyDrive」のデモフライト時に使用する夢洲の万博会場外の離着陸場「大阪港バーティポート」を大阪市と共同で整備した。

## イベント
- 2018年8月にOsaka Metro初のタイアップイベントとして、『劇場版ポケットモンスター みんなの物語』とのタイアップで「Osaka Metro ポケモンスタンプラリー」を開催した[67]。
- 交通局時代の2000年代より開催されていた「おおさか市営交通フェスティバル」は、2018年より「Osaka Metroフェスティバル」と改称して継続している。

## その他
- 2019年3月16日・17日、大阪市高速電気軌道公式サイトの英語版ホームページにおいて、「堺筋線」を「Sakai muscle line」（堺筋肉線）と、「天下茶屋」を「World Teahouse」（世界の茶屋）と訳すなどのような自動翻訳ソフトによる誤訳が指摘されたため、同月18日よりしばらくOsaka Metroの英語・中国語・韓国語・タイ語版ページが閉鎖されていた[68]。

## 関係会社
- 大阪シティバス - 大阪市交通局のバス事業（大阪市営バス）の事業譲渡を受けたバス運営会社。現在は子会社。
- 大阪メトロサービス - 大阪市交通局協力会の事業譲渡を受けた企業。主にOsaka Metroでの物販、IC乗車カード「PiTaPa」事業を手掛ける。
- 大阪メトロアドエラ - 大阪メトロサービスの広告事業を分離・独立した企業（2021年4月1日業務開始）[69]。
- 大阪メトロビジネスアソシエイト - 人事・経理などのバックオフィス業務（2022年10月3日業務開始）。
- 大阪地下街 - 大阪市内6地下街の運営会社。
- 交通電業社 - 公共交通車両向け機器製造・販売企業。2024年2月29日付で大阪市高速電気軌道が同社の株を完全に取得して子会社化[70][71]。
- OMタクシー - 日本交通グループのナショナルタクシー放出営業所（大阪市鶴見区）を2024年7月16日に買収[18][17]。